# 徳之島
徳之島（とくのしま）は、南西諸島の奄美群島のほぼ中央にある離島。鹿児島県大島郡に属し、徳之島町・伊仙町・天城町の3つの自治体で構成される。石灰岩性のカルスト地形が発達した島で、天然の海蝕洞や波食によって生じた海蝕台等の独特な景観が見られる。希少固有種の宝庫として知られ、2021年7月26日に動植物の多様性が認められ奄美大島、沖縄島北部及び西表島と共に世界自然遺産に登録された。

## 概要
単純直線距離で鹿児島県佐多岬の南南西約382km、沖縄本島の北北東約110kmに位置する。
奄美群島内では隣島の奄美大島に次ぐ大きな島で、面積は約247.77km2、周囲89.2km。日本の島では14番目の面積を持ち、北方領土の色丹島よりやや小さく、オセアニアの島国ニウエや大阪市よりやや狭いが、東京都山手線内の面積の約3.8倍に相当する。琉球列島では西表島につぎ、石垣島より大きい。
年間平均気温21.9℃・年間平均降水量1,920mm。
徳之島や奄美大島は元々ユーラシア大陸の揚子江プレートの一部であったが沖縄プレートと共に南東へ移動した結果、200万年前に大陸と切り離され島毎に残留し独自に進化した固有種や亜種が多く生息していることから「東洋のガラパゴス」とも称される。多様な表情を持つ海岸線は、白い砂浜にサンゴ礁、遠浅で透明度が高いエメラルドグリーンの海とコバルトブルーの深い海に囲まれ、観光地化されていない手付かずの照葉樹林の自然が残る。
直近（2025年3月1日現在）の推計人口は約21,031人（徳之島町9,412人・伊仙町6,152人・天城町5,467人）。
奄美群島外からの入域来島者は、2010年以降8万人を超え、2019年は8万7311人と増加傾向にあったが、2020年は新型コロナウイルス感染症の影響により4万6737人となった。2024年は8万5449人と増加に転じている。

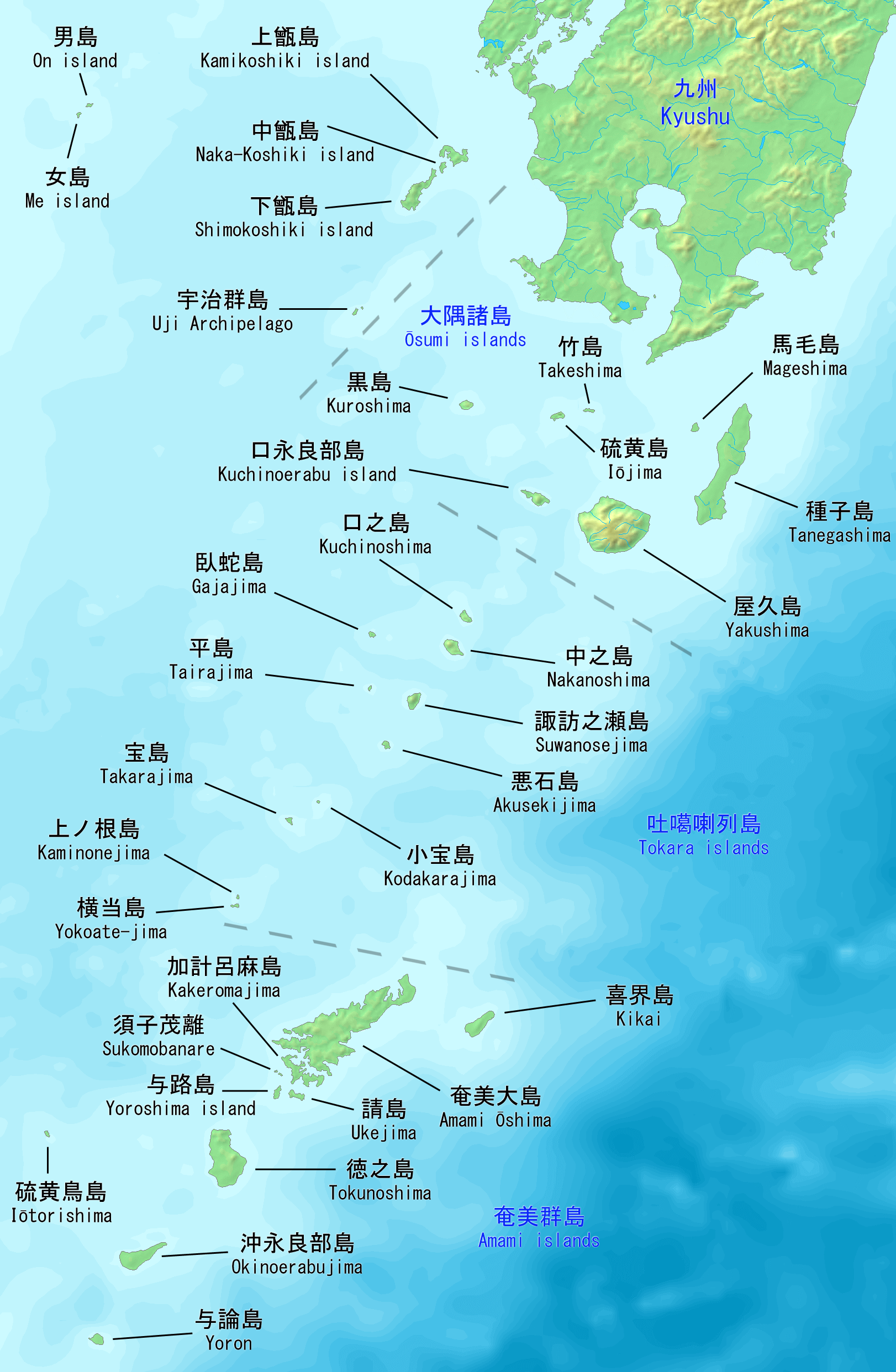
奄美群島（薩南諸島南部）

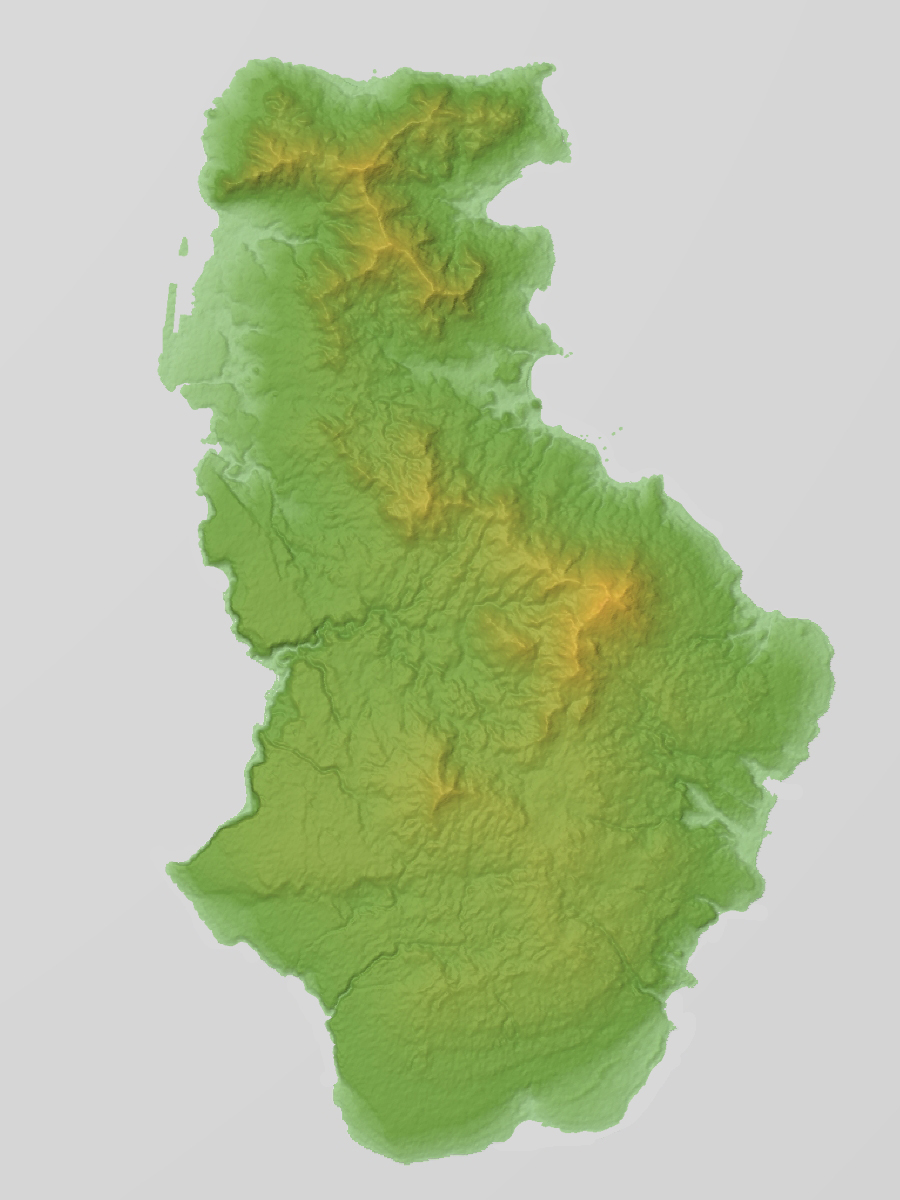
徳之島の地形図

温暖な気候や、食文化、てげてげ(適度・ほどよいの意味)な島民の性格、地域性が影響し、長寿大国日本の中でも「長寿の島」として名高い。
「子宝の島」・「結（ゆい）の島」として有名で、合計特殊出生率も高い。背景には、奄美全域に今なお受け継がれる「結（ゆい）の精神」による地域の助け合いが子育てにも反映され、他人の子であっても分け隔てなく、子は宝として地域全体で育てふれあうという古き良き風習があり、自治体の子育て支援も充実している。
2005年の国勢調査（5年毎）では徳之島の3町が1位から3位を占め、その後も島内3町は上位入りしている。反面、若者の転出も多く人口は減少している。
厚生労働省が令和6年4月に公表した、平成30年から令和4年までの5年間の合計特殊出生率市町村別ランキングで徳之島町が1位、天城町が2位、伊仙町が16位、ランキング上位17位までは全て鹿児島県と沖縄県、上位21位までが九州・沖縄地方の自治体という結果であった。
「闘牛の島」としても有名で、牛と牛を戦わせる徳之島の闘牛の歴史は古く、藩政時代以前から400年以上続くとされている。
毎年、初場所（1月）・春場所（5月）・秋場所（10月）の年3回で6場所の「本場所」と呼ばれる全島大会が開催され、徳之島町・伊仙町・天城町の各町の協会が持ち回りで主催している。更にこの本場所に加え「準場所」と呼ばれる大会（全島大会と前後した日やお盆等に開催）に牛主同士が出資し、島内13ケ所ある闘牛場で全島持ち回りの大会が行われ、年間20回を超えて開催される。
主要な産業はサトウキビ、ジャガイモ、生姜、果樹等の農業、キハダマグロ、ソデイカ、カツオ、イセエビ類などの近海漁業、黒糖を原料とした菓子、黒糖焼酎製造など。最近では国内で数少ない高品質なコーヒー豆の生産地として2023年に本格的な市販化を目指し、新たな産業創出に積極的に挑戦している。

## 地形
石灰岩性の島であり、カルスト地形が発達。
犬の門蓋（いんのじょうふた）は天然の海蝕洞、ムシロ瀬は波食によって生じた海蝕台で独特の景観が見られる。
島の中央には井之川岳（645m）を中心とした山塊が、北部には天城岳（533m）を中心とした山塊がある。
北部の天城岳を中心とした山塊は、横から見ると女の人の寝た姿に見えることから「寝姿山」とも言われる。
そしてこれら2つの山塊は一部途切れているようにも見えるが、おおむね一本の線のごとく山脈状を呈している。
全体的には照葉樹林に覆われている。山塊の周囲は平地となっており、奄美群島では最大の耕地面積を有している。

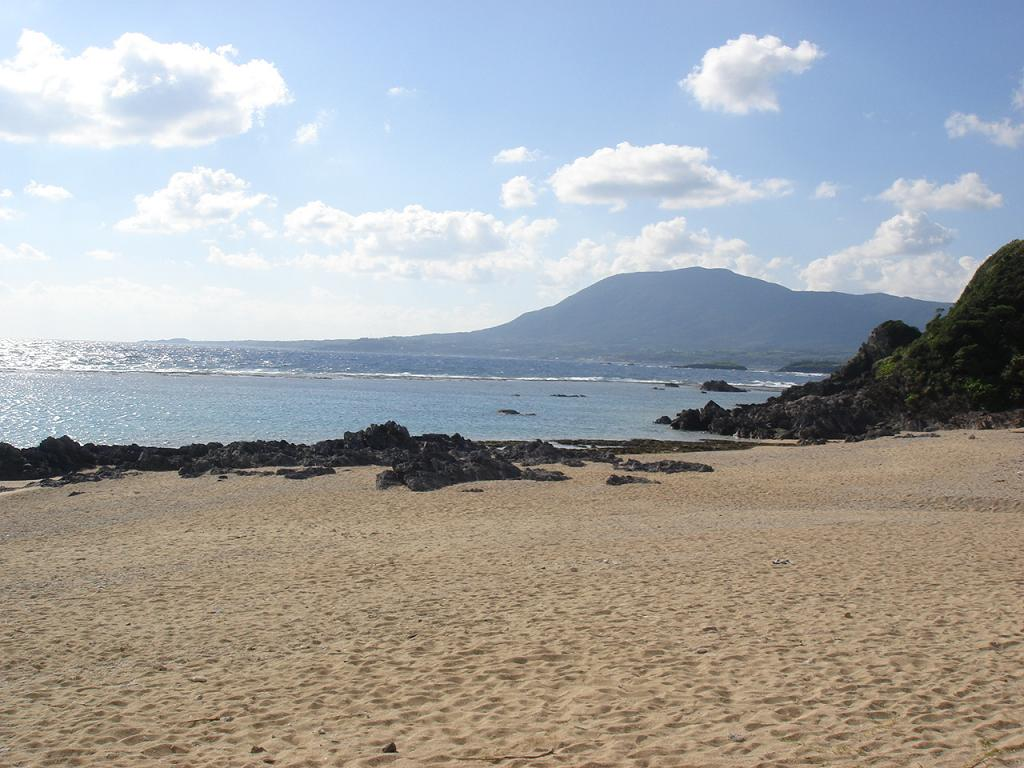
井之川岳（畦プリンスビーチから）
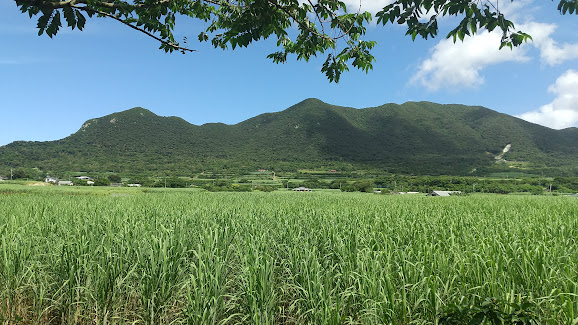
さとうきび畑と寝姿山

南部の伊仙町は石灰岩地域が広く、数多くの鍾乳洞を有する。最大のものは銀河洞で全長2052mである。

## 気候
気候は沖縄諸島などと同じく亜熱帯性気候に属する。年間の平均気温は21.8℃（伊仙）と本土に比べれば1年を通して暖かい。
沖縄諸島と比べると冬は幾分寒くなり、寒い日の日中の気温はおおむね13度くらいで、最低気温が10℃を割り込む日も冬季月において月に数日程度はあり、珍しくはない。
冬でも暖かい日は20℃を超えるが、そのような日でも沖縄諸島よりは3℃程度低い傾向にある。
一方で夏は多くの日で「熱帯夜（最低気温が25℃以上）」となるものの、「猛暑日（最高気温が35℃以上）」となることは滅多になく、比較的風も通るので東京などの大都市よりもしのぎやすい。
梅雨は例年ゴールデンウィーク明けくらいに入り6月下旬に明ける。梅雨時の雨の降り方は、熱帯的なスコールとなる場合が多く、特に集中豪雨が起きやすいのは6月中旬頃であり、山間ではどこかで土砂崩れが起きる。
入梅は不明瞭な場合が多いのに対し、梅雨明けはかなり明瞭である場合が多い。梅雨明け後は10日かそれ以上安定した晴れの天気が続くが、一方で台風シーズンも到来する。
台風の通り道として知られており、接近数は沖縄・南九州とほぼ同じである。通常年の接近数はおおむね3個程度であり、2004年の接近数は8個と特に多かったが、この数は鹿児島県本土の10個よりも少なかった。
ただし徳之島付近にいるときの台風は、勢力が非常に強い状態（最大風速40m/sや50m/sが普通）であるのと、この付近で方向を変えるために速度が遅いことが多く、暴風域がまる1日以上続くことが多いため、台風が直撃した後は停電になるなど被害が大きい。
ただし「台風慣れ」しているためか台風対策がしっかりしていて、大きな被害が出る割には死傷者は少ない。
| 伊仙（1991年 - 2020年）の気候      | 伊仙（1991年 - 2020年）の気候 | 伊仙（1991年 - 2020年）の気候 | 伊仙（1991年 - 2020年）の気候 | 伊仙（1991年 - 2020年）の気候 | 伊仙（1991年 - 2020年）の気候 | 伊仙（1991年 - 2020年）の気候 | 伊仙（1991年 - 2020年）の気候 | 伊仙（1991年 - 2020年）の気候 | 伊仙（1991年 - 2020年）の気候 | 伊仙（1991年 - 2020年）の気候 | 伊仙（1991年 - 2020年）の気候 | 伊仙（1991年 - 2020年）の気候 | 伊仙（1991年 - 2020年）の気候 |
| 月                                 | 1月                           | 2月                           | 3月                           | 4月                           | 5月                           | 6月                           | 7月                           | 8月                           | 9月                           | 10月                          | 11月                          | 12月                          | 年                            |
| ---------------------------------- | ----------------------------- | ----------------------------- | ----------------------------- | ----------------------------- | ----------------------------- | ----------------------------- | ----------------------------- | ----------------------------- | ----------------------------- | ----------------------------- | ----------------------------- | ----------------------------- | ----------------------------- |
| 最高気温記録 °C （°F）             | 24.6 (76.3)                   | 25.4 (77.7)                   | 26.6 (79.9)                   | 28.2 (82.8)                   | 30.8 (87.4)                   | 32.8 (91)                     | 34.8 (94.6)                   | 35.8 (96.4)                   | 34.0 (93.2)                   | 32.5 (90.5)                   | 30.4 (86.7)                   | 27.0 (80.6)                   | 35.8 (96.4)                   |
| 平均最高気温 °C （°F）             | 18.3 (64.9)                   | 18.6 (65.5)                   | 20.5 (68.9)                   | 22.9 (73.2)                   | 25.7 (78.3)                   | 28.4 (83.1)                   | 31.4 (88.5)                   | 31.6 (88.9)                   | 30.4 (86.7)                   | 27.4 (81.3)                   | 23.9 (75)                     | 20.1 (68.2)                   | 25.0 (77)                     |
| 日平均気温 °C （°F）               | 15.2 (59.4)                   | 15.5 (59.9)                   | 17.3 (63.1)                   | 19.7 (67.5)                   | 22.6 (72.7)                   | 25.5 (77.9)                   | 28.3 (82.9)                   | 28.4 (83.1)                   | 27.1 (80.8)                   | 24.3 (75.7)                   | 20.9 (69.6)                   | 17.0 (62.6)                   | 21.8 (71.2)                   |
| 平均最低気温 °C （°F）             | 12.3 (54.1)                   | 12.6 (54.7)                   | 14.2 (57.6)                   | 16.8 (62.2)                   | 20.0 (68)                     | 23.5 (74.3)                   | 26.0 (78.8)                   | 26.0 (78.8)                   | 24.6 (76.3)                   | 21.7 (71.1)                   | 18.3 (64.9)                   | 14.3 (57.7)                   | 19.2 (66.6)                   |
| 最低気温記録 °C （°F）             | 4.6 (40.3)                    | 5.3 (41.5)                    | 4.1 (39.4)                    | 9.0 (48.2)                    | 13.3 (55.9)                   | 16.1 (61)                     | 19.1 (66.4)                   | 21.4 (70.5)                   | 19.0 (66.2)                   | 13.4 (56.1)                   | 10.5 (50.9)                   | 6.5 (43.7)                    | 4.1 (39.4)                    |
| 降水量 mm （inch）                 | 104.9 (4.13)                  | 99.0 (3.898)                  | 154.8 (6.094)                 | 162.7 (6.406)                 | 208.0 (8.189)                 | 349.1 (13.744)                | 170.6 (6.717)                 | 174.6 (6.874)                 | 189.7 (7.469)                 | 162.3 (6.39)                  | 113.0 (4.449)                 | 98.8 (3.89)                   | 1,987.4 (78.244)              |
| 平均降水日数 （≥1.0 mm）           | 11.3                          | 10.6                          | 12.3                          | 11.4                          | 12.4                          | 13.3                          | 7.6                           | 11.3                          | 12.5                          | 9.6                           | 9.0                           | 11.0                          | 132.3                         |
| 平均月間日照時間                   | 91.8                          | 87.2                          | 112.2                         | 125.2                         | 129.7                         | 131.5                         | 236.0                         | 228.2                         | 186.2                         | 164.3                         | 128.4                         | 102.5                         | 1,724.5                       |
| 出典1：Japan Meteorological Agency |                               |                               |                               |                               |                               |                               |                               |                               |                               |                               |                               |                               |                               |
| 出典2：気象庁                      |                               |                               |                               |                               |                               |                               |                               |                               |                               |                               |                               |                               |                               |

## 動植物
南西諸島における「固有動植物の宝庫の島」の一つであり、奄美大島・沖縄本島との関連が大きく、中でも隣島奄美大島との関連が一番大きい。

### 動物
ハブが多いことで有名であるが、その一方で貴重な動物も数多く、アマミノクロウサギを筆頭にケナガネズミ・トクノシマトゲネズミ・アマミヤマシギ・リュウキュウイノシシ・オビトカゲモドキ・イボイモリ・ウンブキアナゴなど。
島内に生息するアマミノクロウサギは、島の南部と北部に分かれて集団を形成している。2018年、国立環境研究所の発表によると、島内南北それぞれの個体の糞からDNAを抽出して調べたところ、2集団は異なる遺伝的特徴を持ち、数千年以上前から遺伝子の違いがあったと推定されることが判明した。同じ種類の生物でも遺伝子の違いで形模様、生態が異なる。二つの生息地は最短で約1キロ程度しか離れていないにもかかわらず、遺伝子タイプが違うことについて同研究所は「高い移動性を有するウサギ類で極めて意外な結果」としている。
また、徳之島固有亜種であるオビトカゲモドキについては、全般的に奄美大島との関連が濃い徳之島の生物相の中にあって、むしろ沖縄本島との関連を示唆する存在であるが、これについて徳之島の爬虫類相全体を見ても、例えば徳之島には沖縄本島と同じくコブラの仲間であるハイが分布し、奄美大島のヒャンとは亜種を異にしていることなど特異的な面が見られる。ただし陸生カメ類は分布しないなど、徳之島の爬虫類相が完全に沖縄的であるわけではない。
この点について高等動物以上に奄美大島系と沖縄本島系の影響の差が顕れやすい昆虫を見ていくと、徳之島産の昆虫は「アマミ○○」と名付けられる種の方が比較的多いのに対し、南隣の沖永良部島から「オキナワ○○」「リュウキュウ○○」と名付けられる種の方が比較的多くなってくる。例えば徳之島には奄美大島と同じアマミクマバチが分布するのに対し、沖永良部島から沖縄諸島にはオキナワクマバチが分布する。
このように徳之島の生物相を鳥瞰すると、徳之島と沖永良部島との間の境界線が比較的明瞭に現れるように感じられ、「奄美系」と概括することができるが、その一方で「沖縄の色が見える」ことが徳之島の生物相の特徴ということができよう。

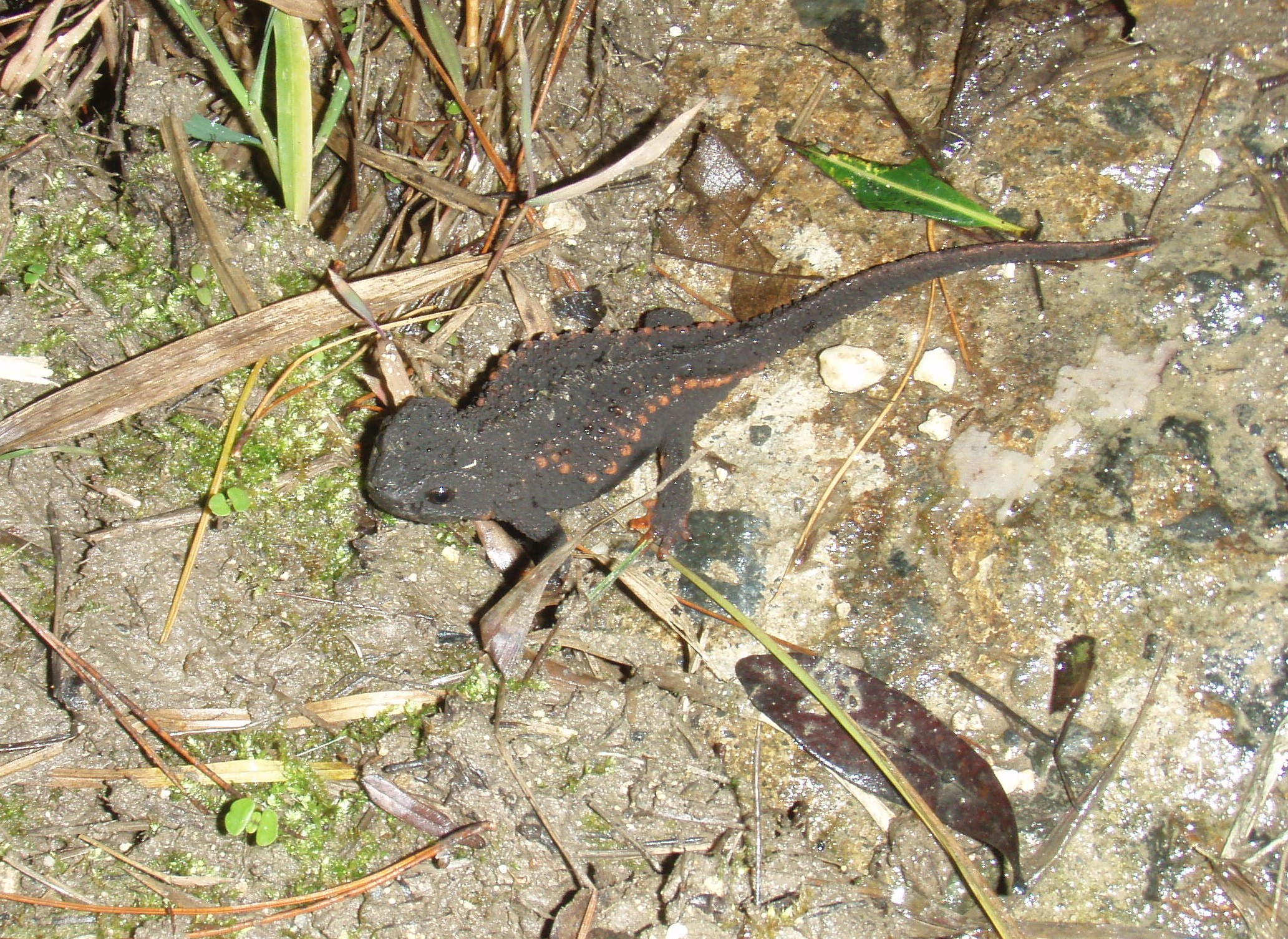
イボイモリ

### 植物
島の北部と中南部の山岳地帯は、スダジイやオキナワウラジロガシを主体とする照葉樹林に被われ、標高500mを超える山頂部の森は雲霧林の様相を呈する。隆起石灰岩からなる低地部はほとんどが畑地に開墾されているが、わずかに残された河川流域の谷筋などの森には、多くの希少植物が生育している。鹿児島県、徳之島3町で希少種条令に指定されている植物が多種存在する。

### 法令・条令別捕獲・採取禁止リスト
| 法令・条令 | 法令・条令                   | 種の保存法 | 指定天然記念物 | 指定天然記念物 | 指定天然記念物 | 希少種条令 | 希少種条令 |
| 分類       | 種名（和名）                 | 種の保存法 | 国             | 鹿児島県       | 天城町         | 鹿児島県   | 徳之島三町 |
| 哺乳類     | アマミノクロウサギ           | ○          | ○              |                |                |            |            |
| 哺乳類     | ケナガネズミ                 | ○          | ○              |                |                |            |            |
| 哺乳類     | トクノシマトゲネズミ         | ○          | ○              |                |                |            |            |
| 哺乳類     | リュウキュウテングコウモリ   | ○          |                |                |                |            |            |
| 哺乳類     | ヤンバルホオヒゲコウモリ     | ○          |                |                |                |            |            |
| 哺乳類     | リュウキュウユビナガコウモリ | ○          |                |                |                |            |            |
| 哺乳類     | オリイコキクガシラコウモリ   | ○          |                |                |                |            |            |
| 鳥類       | アマミヤマシギ               | ○          |                |                |                |            |            |
| 鳥類       | アカヒゲ                     | ○          | ○              |                |                |            |            |
| 鳥類       | クロツラヘラサギ             | ○          |                |                |                |            |            |
| 鳥類       | カラスバト                   |            | ○              |                |                |            |            |
| 魚類       | ウンブキアナゴ               |            |                |                | ○              |            |            |
| 魚類       | タメトモハゼ                 |            |                |                |                | ○          |            |
| 魚類       | キバラヨシノボリ             |            |                |                |                | ○          |            |
| 甲殻類     | オカヤドカリ                 |            | ○              |                |                |            |            |
| 甲殻類     | ヤシガニ                     |            |                |                |                | ○          |            |
| 甲殻類     | リュウキュウサワガニ         |            |                |                |                | ○          |            |
| 爬虫類     | オビトカゲモドキ             | ○          |                | ○              |                |            |            |
| 爬虫類     | バーバートカゲ               |            |                |                |                | ○          |            |
| 両生類     | イボイモリ                   | ○          |                | ○              |                |            |            |
| 両生類     | アマミハナサキガエル         |            |                | ○              |                |            |            |
| 昆虫類     | フチトリゲンゴロウ           | ○          |                |                |                |            |            |
| 昆虫類     | ヒメフチトリゲンゴロウ       |            |                |                |                |            | ○          |
| 昆虫類     | ヤマトサビクワガタ           |            |                |                |                |            | ○          |
| 昆虫類     | アマミシカクワガタ           |            |                |                |                |            | ○          |
| 昆虫類     | アマミマルバネクワガタ       |            |                |                |                |            | ○          |
| 昆虫類     | マルダイコクコガネ           |            |                |                |                |            | ○          |
| 陸産貝類   | トクノシマビロウドマイマイ   | ○          |                |                |                |            |            |
| 陸産貝類   | トクネニヤダマシギセル       | ○          |                |                |                |            |            |
| 植物       | コモチナナバケシダ           | ○          |                |                |                |            | ○          |
| 植物       | トクノシマテンナンショウ     | ○          |                |                |                |            | ○          |
| 植物       | タイワンアマクサシダ         | ○          |                |                |                |            | ○          |
| 植物       | ハツシマカンアオイ           |            |                |                |                | ○          |            |
| 植物       | テンノウメ                   |            |                |                |                | ○          |            |
| 植物       | ウケユリ                     |            |                |                |                | ○          |            |
| 植物       | シコウラン                   |            |                |                |                | ○          |            |
| 植物       | レンギョウエビネ             |            |                |                |                | ○          |            |
| 植物       | オナガエビネ                 |            |                |                |                | ○          |            |
| 植物       | カンラン                     |            |                |                |                | ○          |            |
| 植物       | フウラン                     |            |                |                |                | ○          |            |
| 植物       | カクチョウラン               |            |                |                |                | ○          |            |
| 植物       | ナゴラン                     |            |                |                |                | ○          |            |
| 植物       | アキザキナギラン             |            |                |                |                | ○          |            |
| 植物       | アコウネッタイラン           |            |                |                |                |            | ○          |
| 植物       | アツイタ                     |            |                |                |                |            | ○          |
| 植物       | アマミアオネカズラ           |            |                |                |                |            | ○          |
| 植物       | アマミテンナンショウ         |            |                |                |                |            | ○          |
| 植物       | オオアマミテンナンショウ     |            |                |                |                |            | ○          |
| 植物       | オオシロショウジョウバカマ   |            |                |                |                |            | ○          |
| 植物       | オオナギラン                 |            |                |                |                |            | ○          |
| 植物       | オオバカンアオイ             |            |                |                |                |            | ○          |
| 植物       | コショウジョウンバカマ       |            |                |                |                |            | ○          |
| 植物       | タイワンショウキラン         |            |                |                |                |            | ○          |
| 植物       | ダイサギソウ                 |            |                |                |                |            | ○          |
| 植物       | タニムラアオイ               |            |                |                |                |            | ○          |
| 植物       | チケイラン                   |            |                |                |                |            | ○          |
| 植物       | トクノシマエビネ             |            |                |                |                |            | ○          |
| 植物       | トクノシマカンアオイ         |            |                |                |                |            | ○          |
| 植物       | ナギラン                     |            |                |                |                |            | ○          |
| 植物       | ナンバンキンギンソウ         |            |                |                |                |            | ○          |
| 植物       | ハマトラノオ                 |            |                |                |                |            | ○          |
| 植物       | ヒメスイカズラ               |            |                |                |                |            | ○          |
| 植物       | ヒメトケンラン               |            |                |                |                |            | ○          |
| 植物       | ホウザンツヅラフジ           |            |                |                |                |            | ○          |
| 植物       | ヤクシマネッタイラン         |            |                |                |                |            | ○          |
| 植物       | リュウキュウヒモラン         |            |                |                |                |            | ○          |

（令和4年2月現在）

## 産業
- 農業（生産量/トン）
  - さとうきび（207,514）
  - 馬鈴薯（15,174）徳之島バレイショ
  - かぼちゃ（521)
  - さといも（315）
  - にがうり（48）

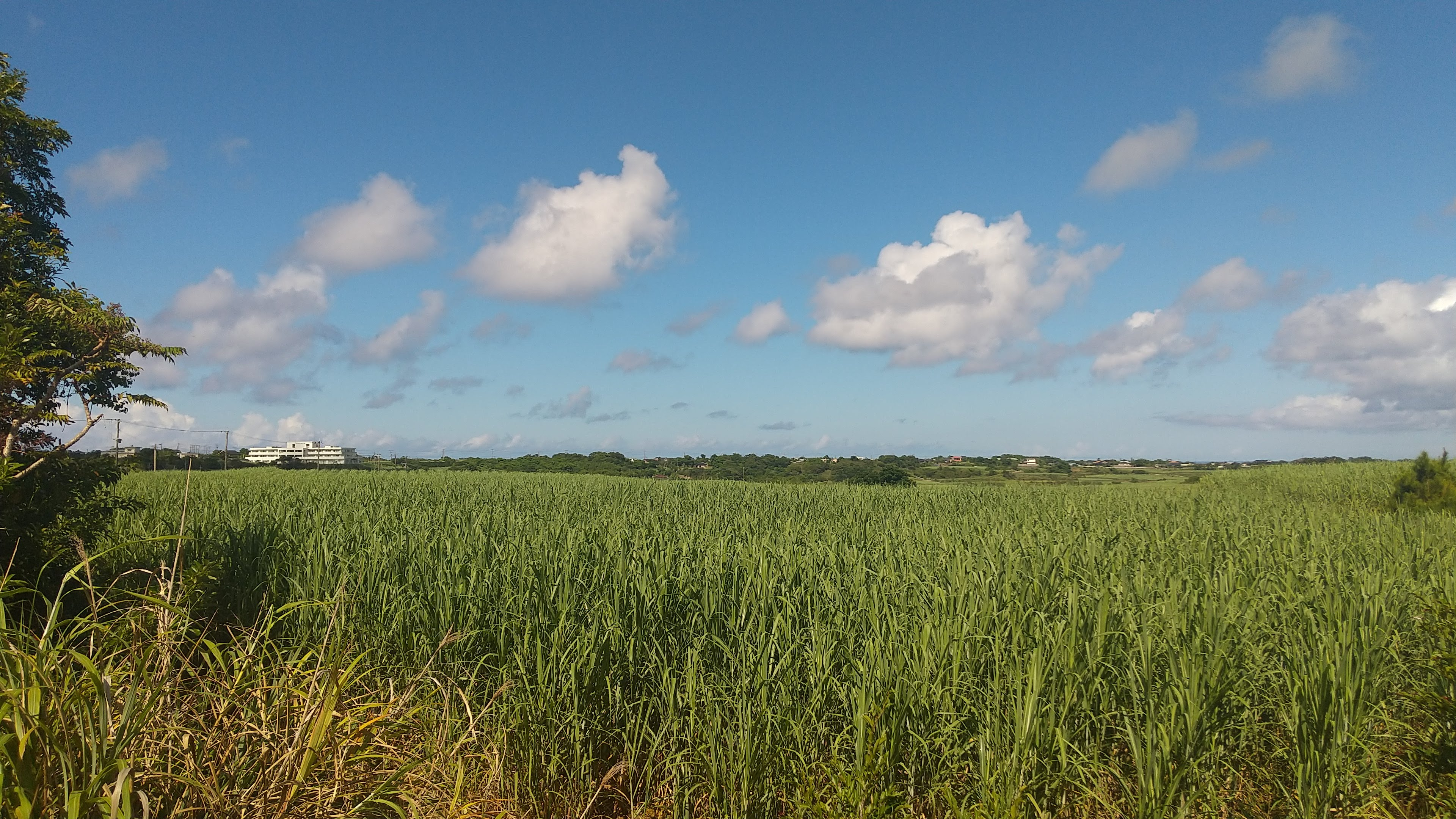
一面に広がるさとうきび畑

  - その他の野菜 （4,440）パパイヤ・島らっきょう等
  - マンゴー（60）
  - たんかん（225）
  - ぽんかん（31）
  - その他の果物（202）パッションフルーツ・ドラゴンフルーツ・島バナナ等
  - キク（592,000本）
  - ソリダゴ（567,000本）
  - グラジオラス（37,000本）
  - 甘藷（267）
  - 茶（44）べにふうき等
  - 落花生（65）
  - ごま（6）
- 漁業（水揚量107トン）平成26年度
  - ソデイカ
  - マグロ
  - アオダイ
  - チビキ
  - サワラ
  - タイ
  - カツオ
  - アオサ養殖（天城町）
- 食品加工（特産品）
  - 純黒糖
  - 黒糖焼酎
  - 黒糖菓子
  - サタテンプラ（サーターアンダーギー）
  - フーチムッチー（よもぎ餅）
  - パパイヤ（もっか）漬け

## 交通

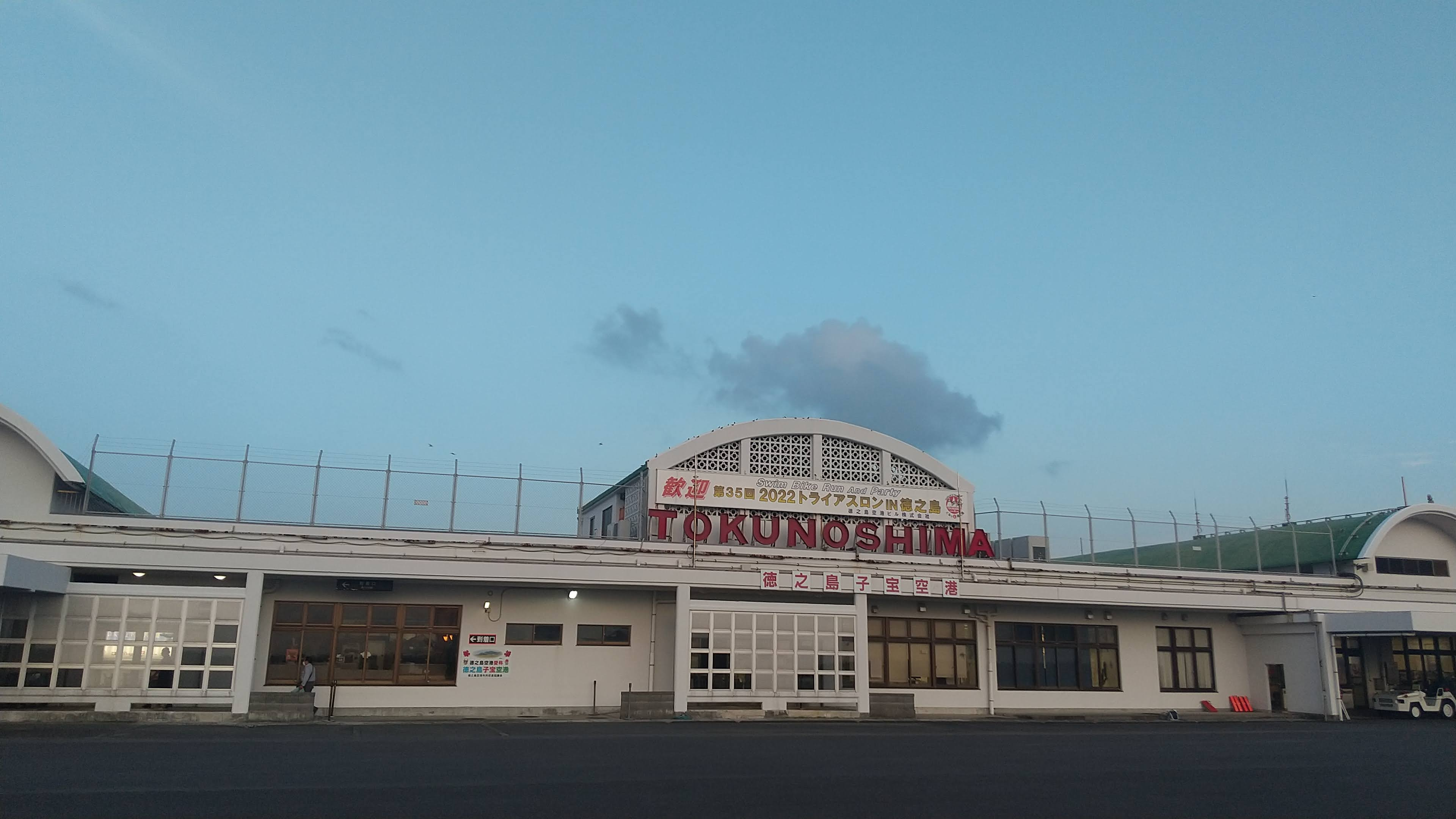
徳之島子宝空港

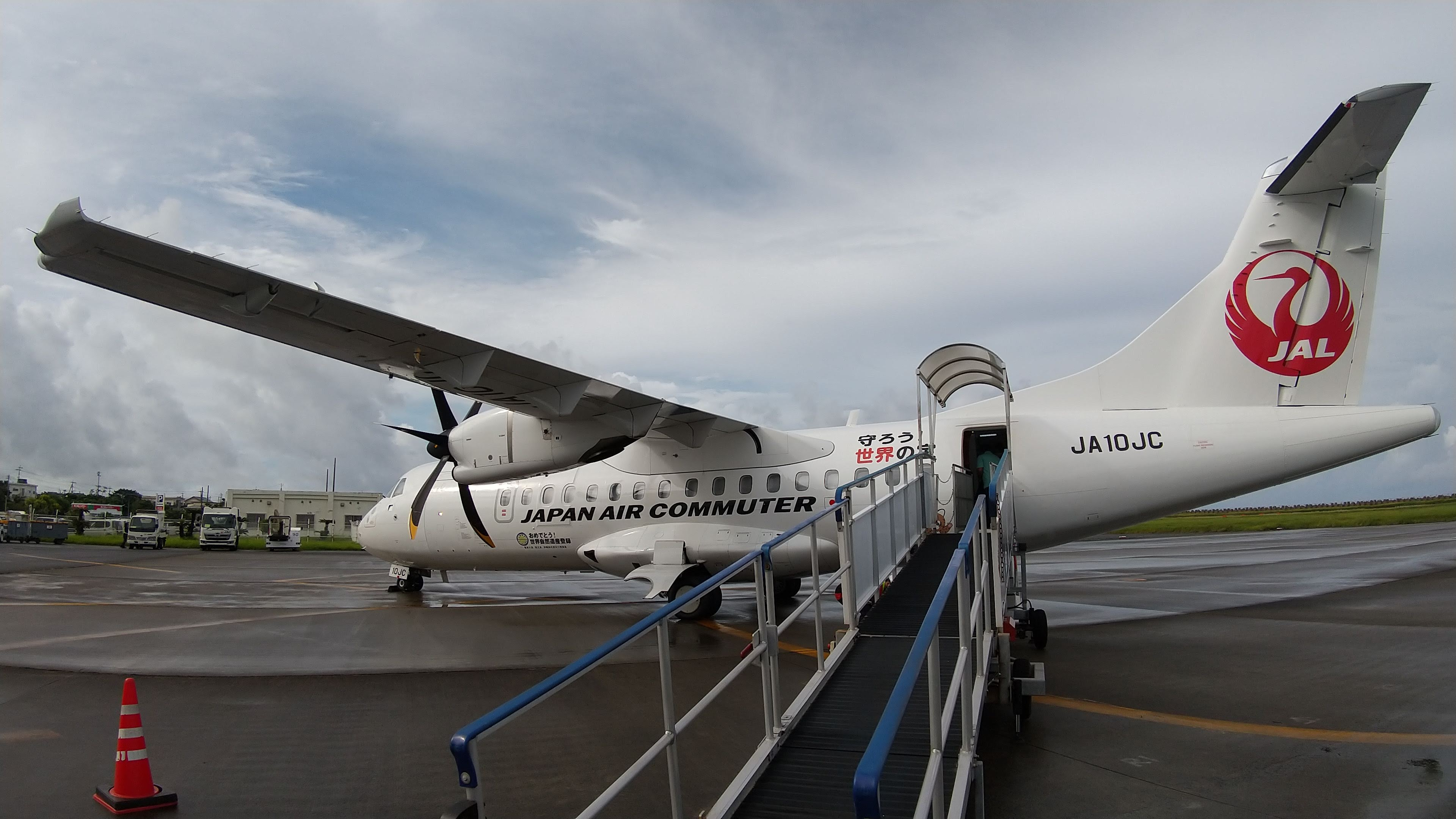
徳之島空港のJAL機

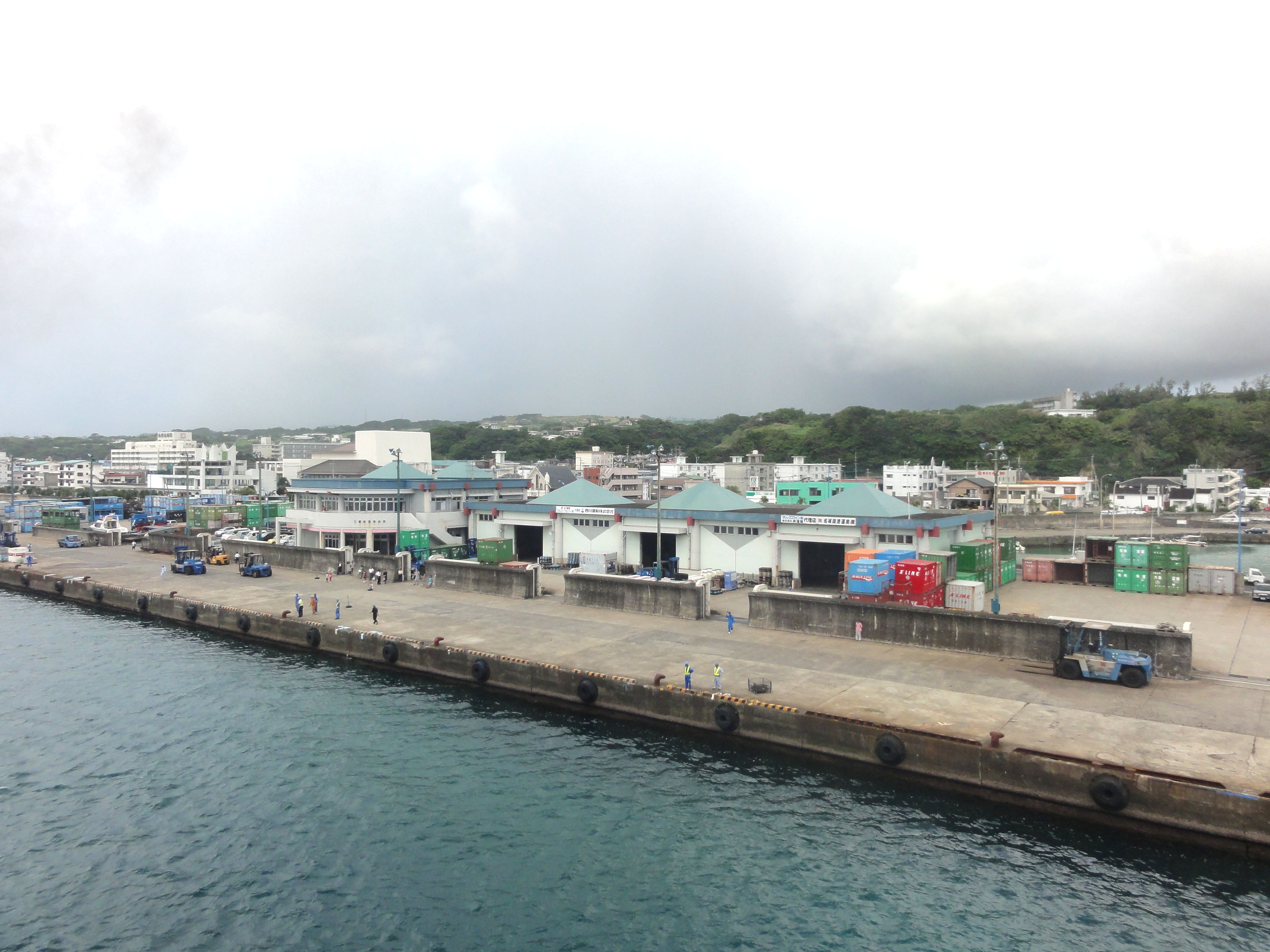
亀徳港

### 空路
徳之島空港（天城町）
- 日本航空（JAL）[5][6]
  - 鹿児島空港：毎日4便
  - 奄美空港：毎日2便

### 航路
亀徳港（徳之島町）
- 鹿児島・沖縄航路（2社で毎日運航）
  - マリックスライン（クイーンコーラルプラス・クイーンコーラルクロス）・マルエーフェリー（フェリーあけぼの・フェリーなみのうえ）

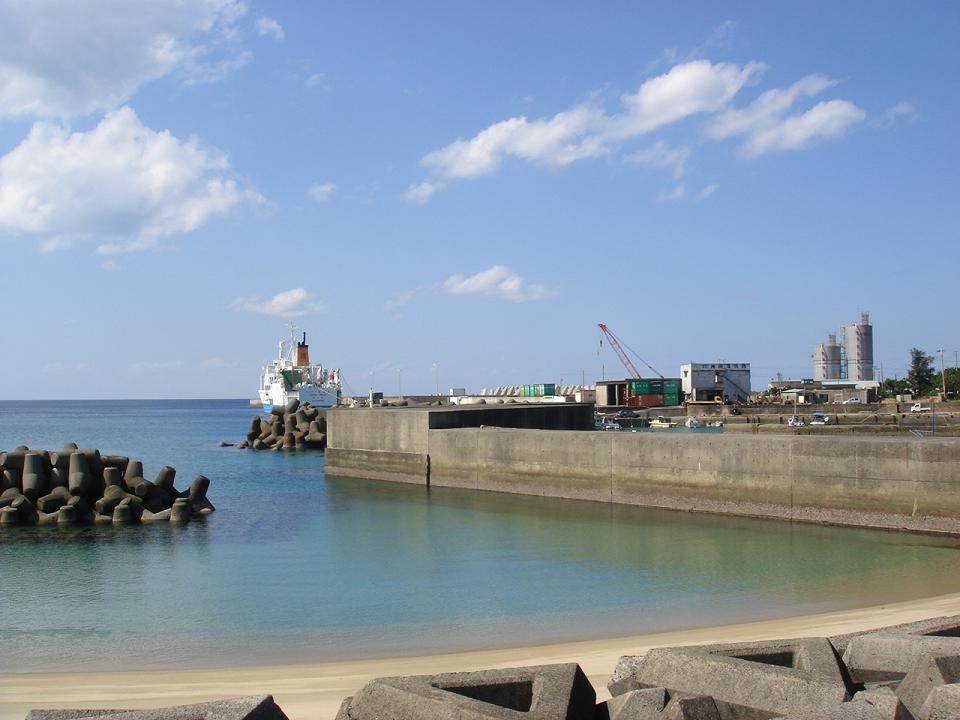
平土野港に停泊するフェリーあまみ

鹿児島港（新港区・第二待合所） - 名瀬港（新港地区） - 亀徳港（徳之島） - 和泊港（沖永良部島） - 与論港（与論島） - 本部港（沖縄本島） - 那覇港（那覇ふ頭）
平土野港（天城町）
- 鹿児島・喜界・知名航路
  - 奄美海運（フェリーあまみ・フェリーきかい）

鹿児島港（本港区北埠頭） - 湾港（喜界島） - 名瀬港（新港地区） - 古仁屋港（奄美大島） - 平土野港（徳之島） - 知名港（沖永良部島）

### 島内の公共交通移動
- バス
  - 徳之島総合陸運

### 教習所
- 徳之島自動車学校
  - 島内唯一の自動車教習所。島民はもちろん、短期間かつ南国滞在を満喫できるため、島外からの合宿での免許取得者も多数。

## 文化

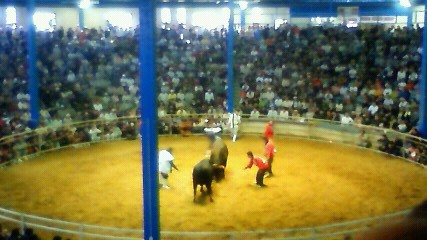
島内開催の闘牛（伊藤観光ドーム）

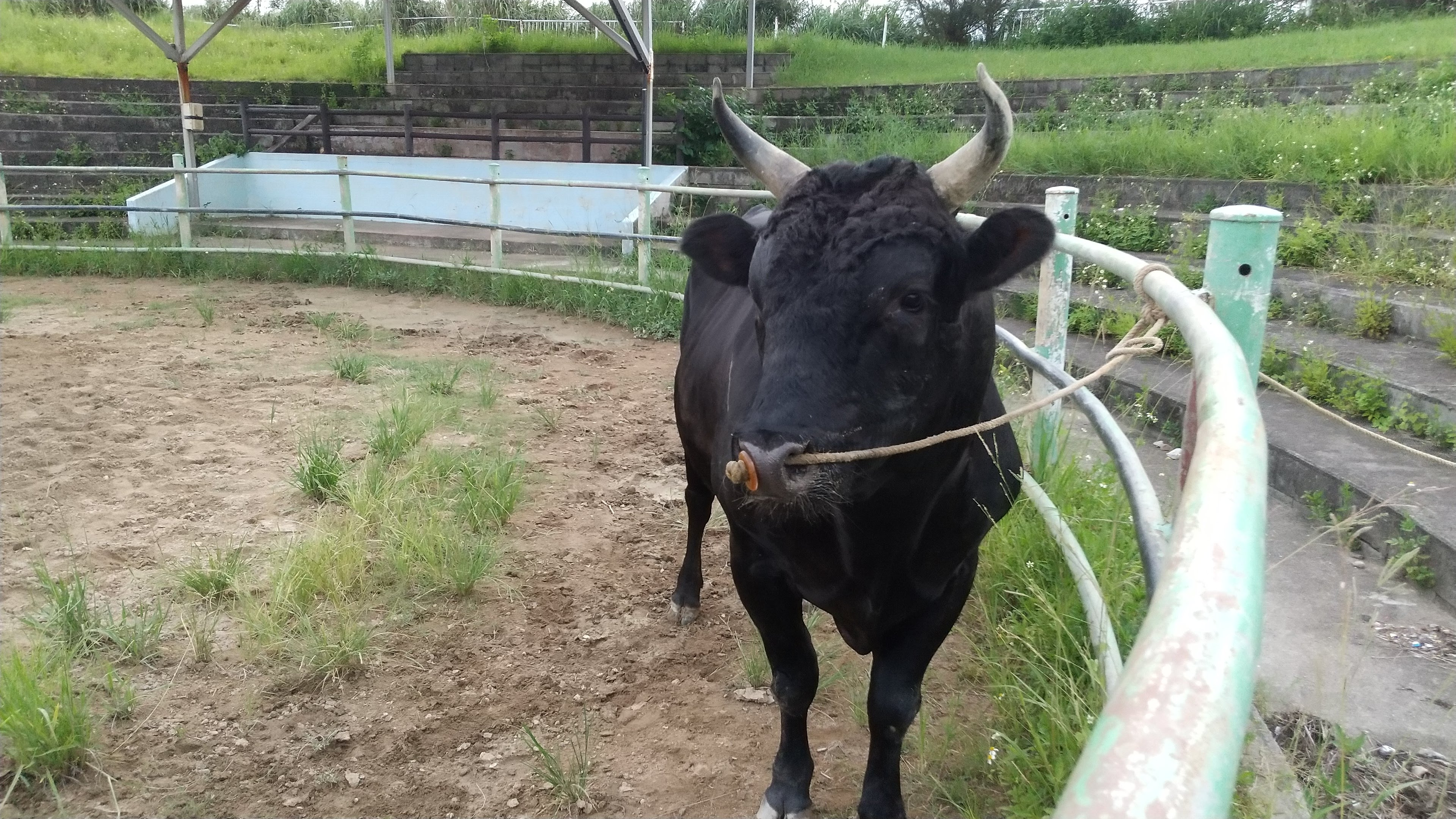
闘牛（松原闘牛場）

方言は琉球語（琉球方言）の1つ奄美徳之島諸方言（徳之島方言）で、民謡（島唄）も三線（サンシン）を使ったものが多くあるなど、奄美大島よりも沖縄県への文化的近似性をうかがわせる。
牛同士を戦わせる闘牛が盛んで、シーズンには島全体が熱気に包まれる。また、選挙（保徳戦争）でも有名な島である。
代表的な年中行事に以下のようなものがある。
- 「むちたぼれ（餅もらい）」＝稲作儀礼の行事で、衣装を着て「餅たぼれ、餅たぼれ」と唄い踊りながら各家々を回る。
- 「浜下り」＝旧暦7月の盆の後の3日間。昼は浜で酒を酌み交わし、夜は踊り明かす。昔、トゥール墓（洞窟墓）の下で先祖の霊を供養したのが始まり
- 「夏目踊り」＝8月17日に行う豊年祭。早朝8時頃から踊り始める

### 方言
地元では島口（すぃまぐつぃ）と呼ぶ。昭和中期まで島内の道路整備がすすんでいなかったため、集落毎の語彙やアクセントの差異が大きい。
奄美方言の内、奄美大島と徳之島及び喜界島の一部の方言には、標準日本語の5つの母音（あ、い、う、え、お）以外の母音が存在している。
徳之島では、a、i、u、e、oの他に、ɪとɘがあり、それぞれに長音も存在する。
後の2母音の正式な表記法は決まっていないが、それぞれ「ぃ(ィ)」または「ゐ(ヰ)」と「ぇ(ェ)」または「ゑ(ヱ)」を小さく添える表記法を提案する話者もいる。
また、頭音に声門破裂音があり、意味の区別に使われるため、「’」などを付けて区別する表記もある。

### 民謡
- ワイド節 – 坪山豊作曲。闘牛の時に歌われる。牛に対するかけ声「ワイド、ワイド」で始まる。
- 六調 – 他の奄美諸島と同じく、宴会などに歌われる。速めのテンポにあわせて踊る。
- ちゅっきゃり節 – 「ちゅっきゃり」とは「一切」の意味。多方面、多歌詞で唄われる。

### 料理

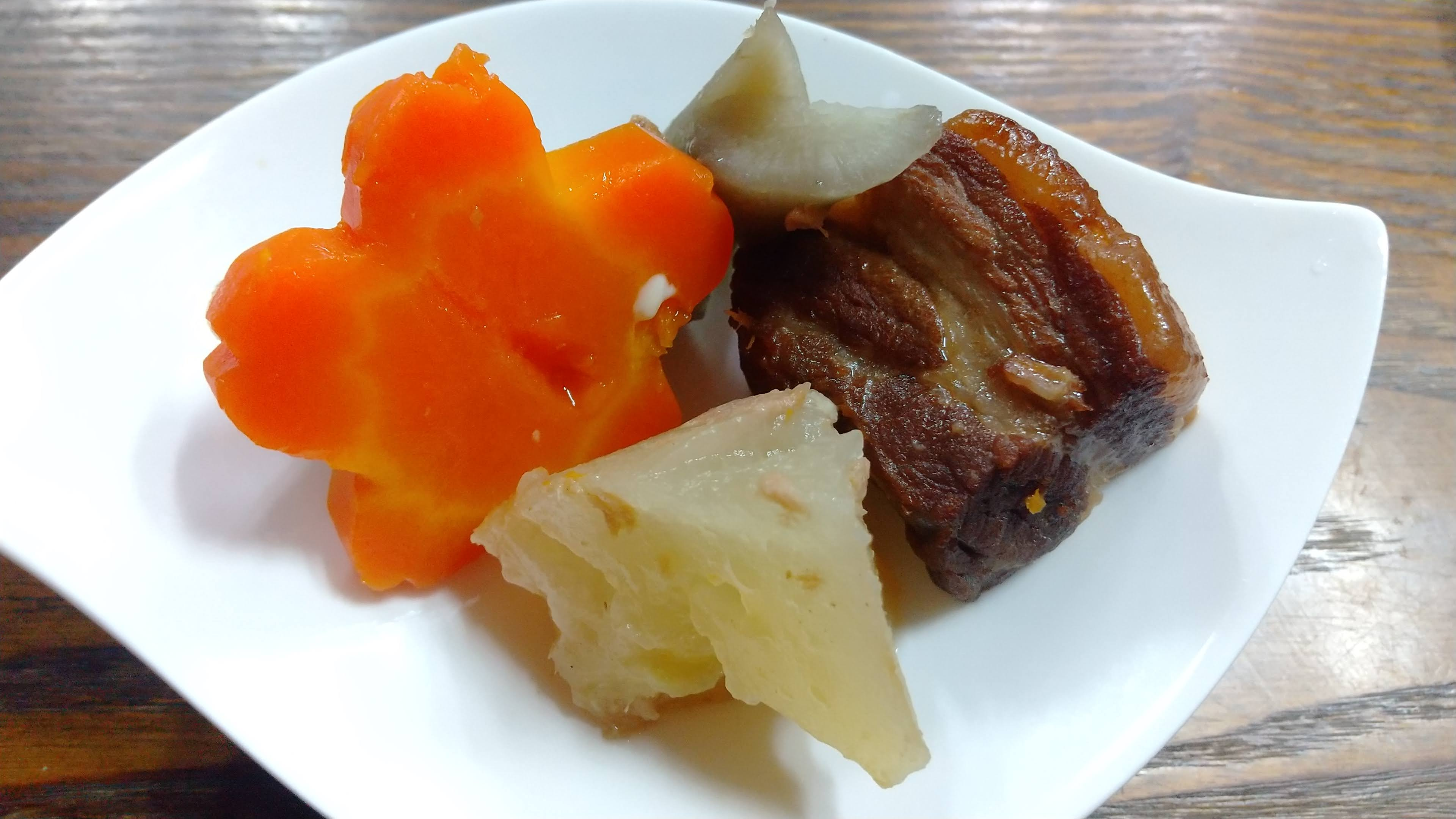
豚肉料理

薩摩料理の影響を受けた豚骨、沖縄料理の影響をうけた油そうめん、豚足、両者に共通する豚味噌などが有名。
全般に甘く、濃い味付けとなっている。海水魚は刺身、煮付けの他、唐揚げによくされる。魚汁もいったん揚げた魚を使う場合がある。
普通のおにぎりの海苔の部分に海苔の代わりに薄く焼いた卵焼きを巻いた「たまごおにぎり」や氷を入れる「冷やしおかゆ」は徳之島で日常的にたべられている特徴的な主食のひとつである。

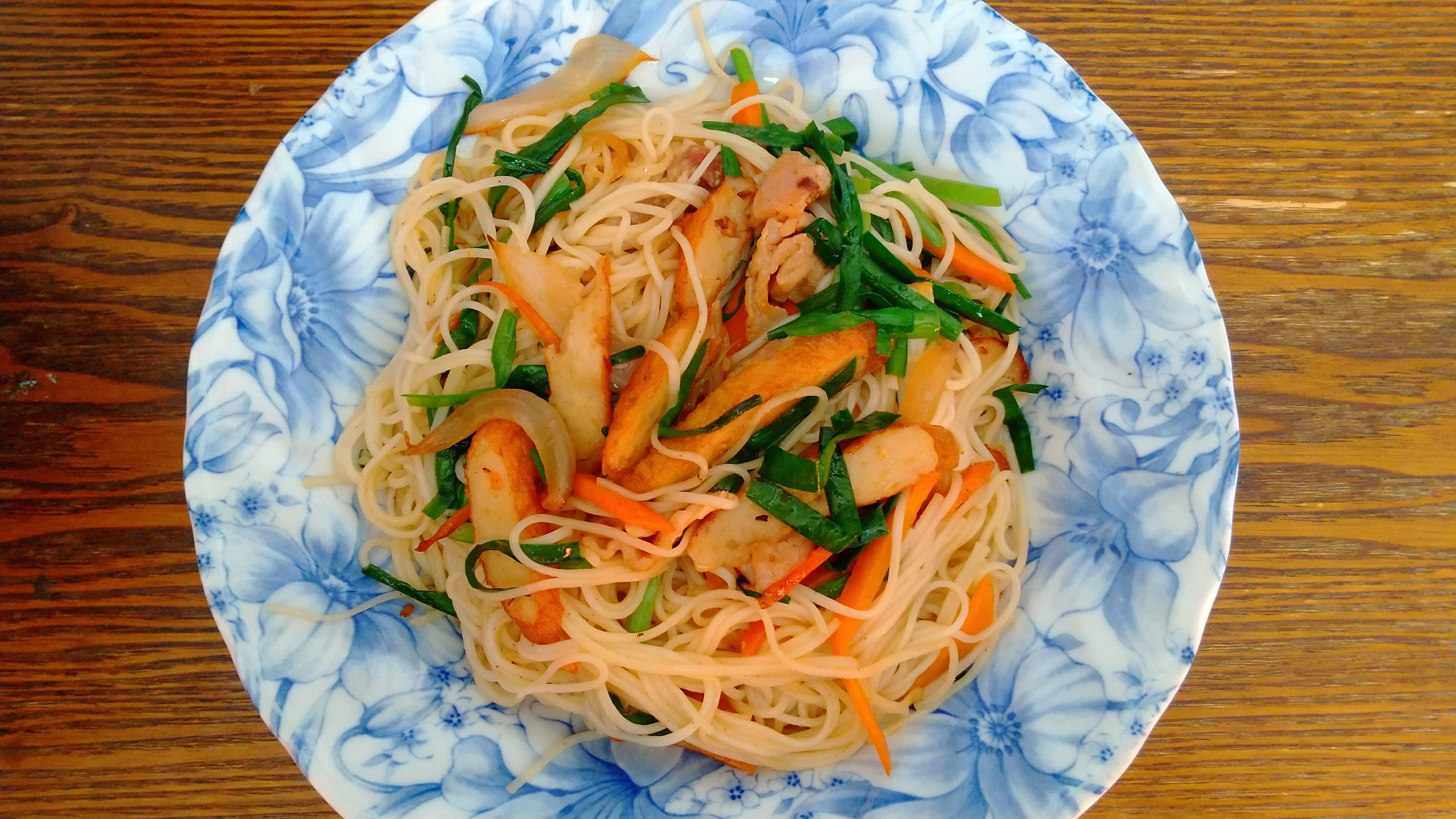
島かまぼこ入り油そうめん

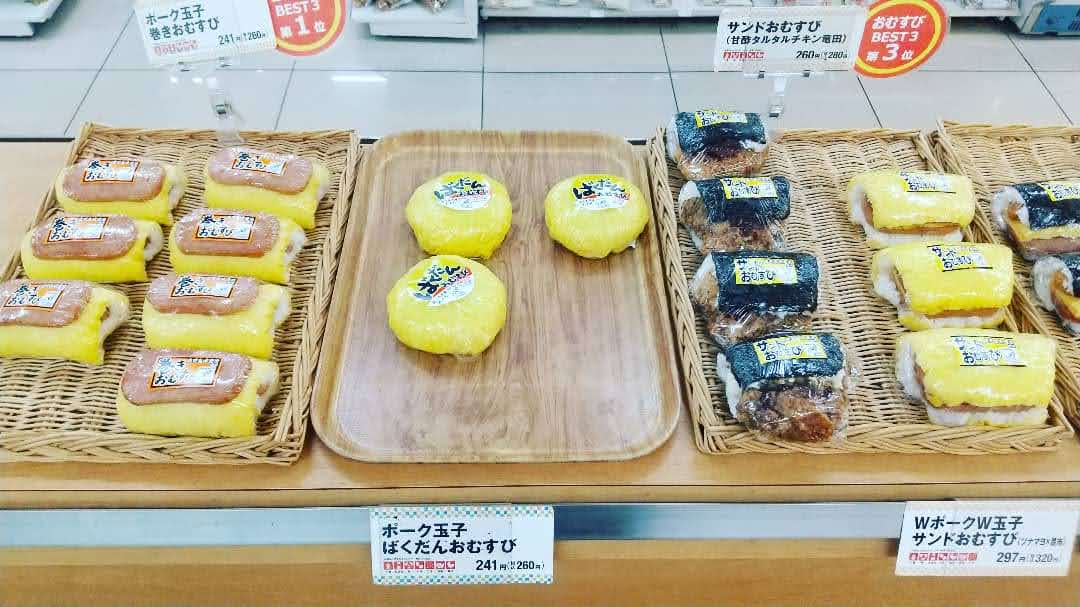
島内のコンビニ等で販売されている「たまごおにぎり」

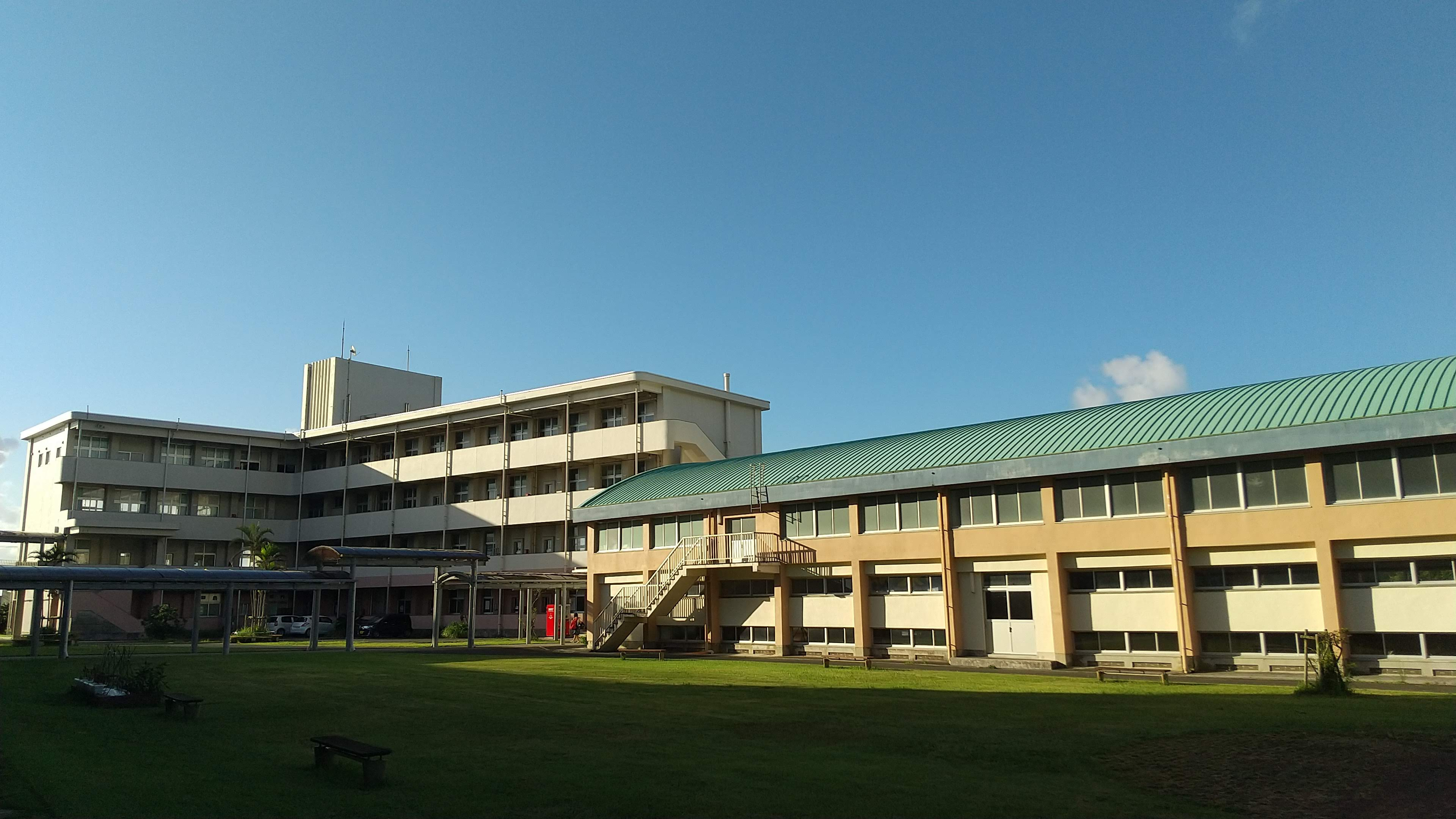
鹿児島県立徳之島高等学校

### 教育
- 島内には大学・短期大学・専門学校は2013年現在のところはない。但し平成19年（2007年）度から鹿児島大学法文学部によって、正規の大学院科目が受講できる奄美サテライト教室科目等履修生課程が始まった。
- 島内にある高等学校は公立の鹿児島県立徳之島高等学校と私立の樟南第二高等学校の二校。樟南第二高等学校は国内離島唯一の全日制私立高等学校である。

### インフラ
鹿児島県のテレビ・ラジオ放送が受信できるほか、一部の地域では沖縄県のテレビ・ラジオ放送が受信可能。（テレビの場合は受信ブースターを使用）
当然ながら、電力やインターネット・携帯電話等の使用可能地域である。その他、スーパーやコンビニ・ファミレス・100円ショップ等、おおよそ整備されている。
パチンコ店も島内各所に8店舗点在する。

#### テレビ
島内には基幹局となる徳之島中継局のほか、4か所に中継局がある。（NHKのみ、MBC・KTSは3か所、KKB・KYTは徳之島局と山局のみ）
なお2006年に開始された地上デジタル放送については、NHKと民放4社が2008年11月に本放送開始している。
- NHK鹿児島放送局
  - 総合テレビ（徳之島中継局9ch、他中継局46ch）地デジ周波数 15CH リモコン番号 3
  - 教育テレビ（徳之島中継局11ch、他中継局48ch）地デジ周波数 13CH リモコン番号 2
- MBC南日本放送（TBS系列、徳之島中継局60ch・他中継局50ch）地デジ周波数 16CH リモコン番号 1
- KTS鹿児島テレビ放送（フジテレビ系列、徳之島中継局58ch・他中継局44ch）地デジ周波数 18CH リモコン番号 8
- KKB鹿児島放送（テレビ朝日系列、徳之島中継局のみ62ch）地デジ周波数 14CH リモコン番号 10
- KYT鹿児島読売テレビ（日本テレビ系列、徳之島中継局のみ56ch）地デジ周波数 17CH リモコン番号 4
MBCはクロージングには徳之島局と山局が、ホームページは徳之島4局が紹介されている。
KTSはホームページには徳之島4局（徳之島、山、天城、面縄）のチャンネルが載っている。

#### CATV
- ユイの里テレビ<AYT>（天城町のみ）地域情報限定

#### ラジオ
NHKのみ島内に中継局がある。（AM・FMとも）
なお民放は南日本放送（MBC）は鹿児島本局・名瀬中継局（1107 kHz・1449 kHz）から直接受信可能だが、FM鹿児島は薩南諸島全域に中継局がないため受信不可であり、radiko等を利用する。
- NHKラジオ第1放送（1341 kHz、FM79.4MHz） 沖永良部島には中継局がないためこの島もカバーをしている。
- NHKラジオ第2放送（1539 kHz、FM80.7MHz）
- NHK-FM放送（81.6 MHz）

#### インターネット
プロバイダが数社あり光接続も可能。
無料の公衆無線LANは徳之島空港や徳洲会病院・ホテルレクストン徳之島・民宿平和の森などに限定され、観光化に向け更なる整備が望まれる。
- NTT
- 徳之島ビジョン株式会社
- 株式会社シナプス
- CATV ユイの里テレビ<AYT>（天城町のみ）

#### 携帯電話
docomo・au・SoftBankの3社は概ね全島をカバーする。
- ドコモショップ徳之島店
- auショップ徳之島

#### コンビニエンスストア
- ファミリーマート（以前はエブリワン）
  - 亀津南店
  - 亀津北店
  - 伊仙店
  - 天城店

#### ファストフード
- 弁当
  - ほっかほっか亭 徳之島店
  - ほっともっと
    - 徳之島店
    - 徳之島天城店

  - 本家かまどや 亀津店
  - なの花
  - かわばた弁当
- ハンバーガー
  - サンバーガー
  - leaf
- その他
  - ピザマックス 亀津店
  - 紀江たこ焼屋
  - Rise（クレープ）

#### ファミリーレストラン
- ジョイフル
  - 徳之島店

#### 100円ショップ
- ダイソー
  - 徳之島店
- キャンドゥ「Can★Do」
  - ダイマル亀津店
  - 花徳店
  - 伊仙店

### スポーツ
- 「鉄人達の島」トライアスロンin徳之島大会

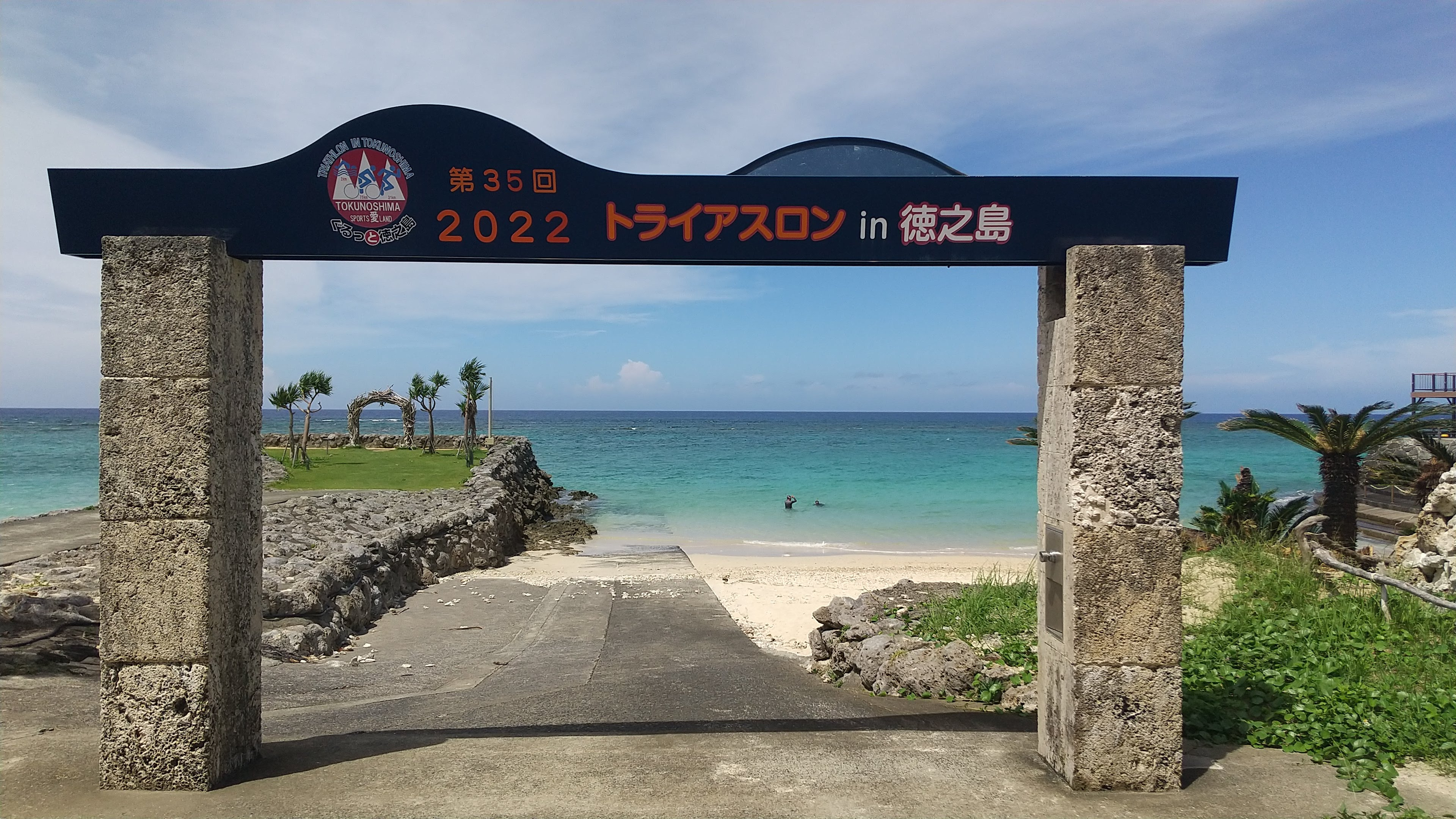
与名間ビーチ（トライアスロンスイム会場）

  - 2020年(第33回)は11月15日(日)に延期し、開催予定だったが8月20日の実施検討会にてコロナウイルス感染拡大防止の観点から中止が決定。
  - 2021年(第34回)は6月27日(日)に開催予定だったが3月29日の実行委員会主催総会にて2年連続中止が決定。
  - 2022年(第35回)は3年ぶりに7月3日(日)に開催。
  - 2023年(第36回)は6月25日(日)に最終登録者365名参加により開催された。
  - 2024年(第37回)は6月23日(日)に総合414名、リレー58チーム参加により開催された。
  - 2025年(第38回)は6月29日(日)に総合444名、リレー74チーム206名参加により開催された。

#### 合宿（実績）
学校・企業・実業団・プロ選手（自主トレ）の合宿地としての実績があり、通年利用可能な「天城町総合運動公園」には全天候型陸上競技場を完備し、周囲の宿泊施設や食事等のサポート環境等インフラが整い、テニスコート・野球場・体育館・武道場を施設内に擁し、陸上・野球・テニス・バレーボール・柔道・剣道・ゲートボール・レスリング等、対応種目も多岐にわたる。
また、「徳之島町総合運動公園」も、陸上競技場・野球場・弓道場・テニスコート・多目的広場（サッカー1面・ソフトボール2面）・屋内運動場・競技用プールなどを備え、スポーツ合宿に適した環境が整備されている。
徳之島合宿が盛んになったのは、サンセットリゾートを経営する宮田益明が「徳之島こそ最適」と島外に出向き直接広報し、1998年に陸上競技3チームが合宿したことが始まりである。
後に、合宿に参加していた小出義雄率いる高橋尚子が、2000年のシドニーオリンピックで金メダルを獲得し話題になった。
年間平均気温21.9℃という温暖ながら強い風が吹く気候に加え、海と山の距離が近く起伏の激しいコースはアスリートに最適な合宿地として近年注目されている。
- 近代五種ナショナルチーム
- 日本実業団陸上競技連合
- 中部実業団陸上競技連盟
- 日本ボクシング連盟
- 鹿児島県ボクシング連盟
- 鹿児島県トライアスロン協会
- 鹿児島商業高等学校剣道部
- 鹿児島女子高等学校剣道部
- 錦江湾高校剣道部・女子バレーボール部
- 鹿児島中央高校女子バレーボール部
- 樟南高等学校相撲部
- 愛知工業大学名電高等学校硬式野球部
- 上武大学硬式野球部
- 日本ウェルネススポーツ大学硬式野球部
- 常磐大学体育会硬式野球部
- 日本通運硬式野球部
- Honda熊本硬式野球部
- TDK硬式野球部
- 日本製紙石巻硬式野球部
- SGホールディングス女子ソフトボール部
- 近畿大学潜水部
- 駒澤大学陸上競技部
- 拓殖大学陸上競技部
- ロジスティード陸上部
- 富士通陸上競技部
- ヤマダホールディングス陸上競技部
- コニカミノルタ陸上競技部
- NTT西日本陸上競技部
- TOTO陸上競技部
- 小森コーポレーション陸上競技部
- 九電工陸上競技部（女子）
- 日本郵政グループ女子陸上部
- パナソニック女子陸上競技部
- センコー女子陸上競技部
- ノーリツ女子陸上競技部
- ユニクロ女子陸上競技部
- 第一生命女子陸上競技部
- 三井住友海上女子陸上競技部
- ワコール女子陸上競技部
- 京セラ女子陸上競技部
- シスメックス女子陸上競技部
- ホクレン女子陸上競技部
- 積水化学女子陸上競技部「セキスイフェアリーズ」
- 豊田自動織機女子陸上競技部
- トヨタ自動車陸上長距離部
- デンソー女子陸上長距離部「デンソーフリートセローズ」
- 東京国際大学駅伝部
- 大阪芸術大学女子駅伝部
- ダイソー女子駅伝部
- JR東日本ランニングチーム
- ニトリ女子ランニングチーム
- スズキアスリートクラブ
- 井岡弘樹 - 元プロボクサー・タレント・井岡ボクシングトレーニングジム会長
- 比嘉大吾 - プロボクサー
- 鷲見梓沙 - 陸上選手
- プロ野球選手
  - 近藤健介
  - 藤岡裕大
  - 大盛穂
  - 森敬斗
  - 松本剛
  - 上沢直之
  - 渡邉諒
  - 鍵谷陽平
  - 高梨裕稔
  - 淺間大基
  - 平沼翔太
  - 石川亮
  - 清水優心
  - 鶴岡慎也
  - 樋口龍之介
  - 西川龍馬
  - 高橋礼
  - 川島慶三
  - 市川友也
  - 今井順之助

## 観光

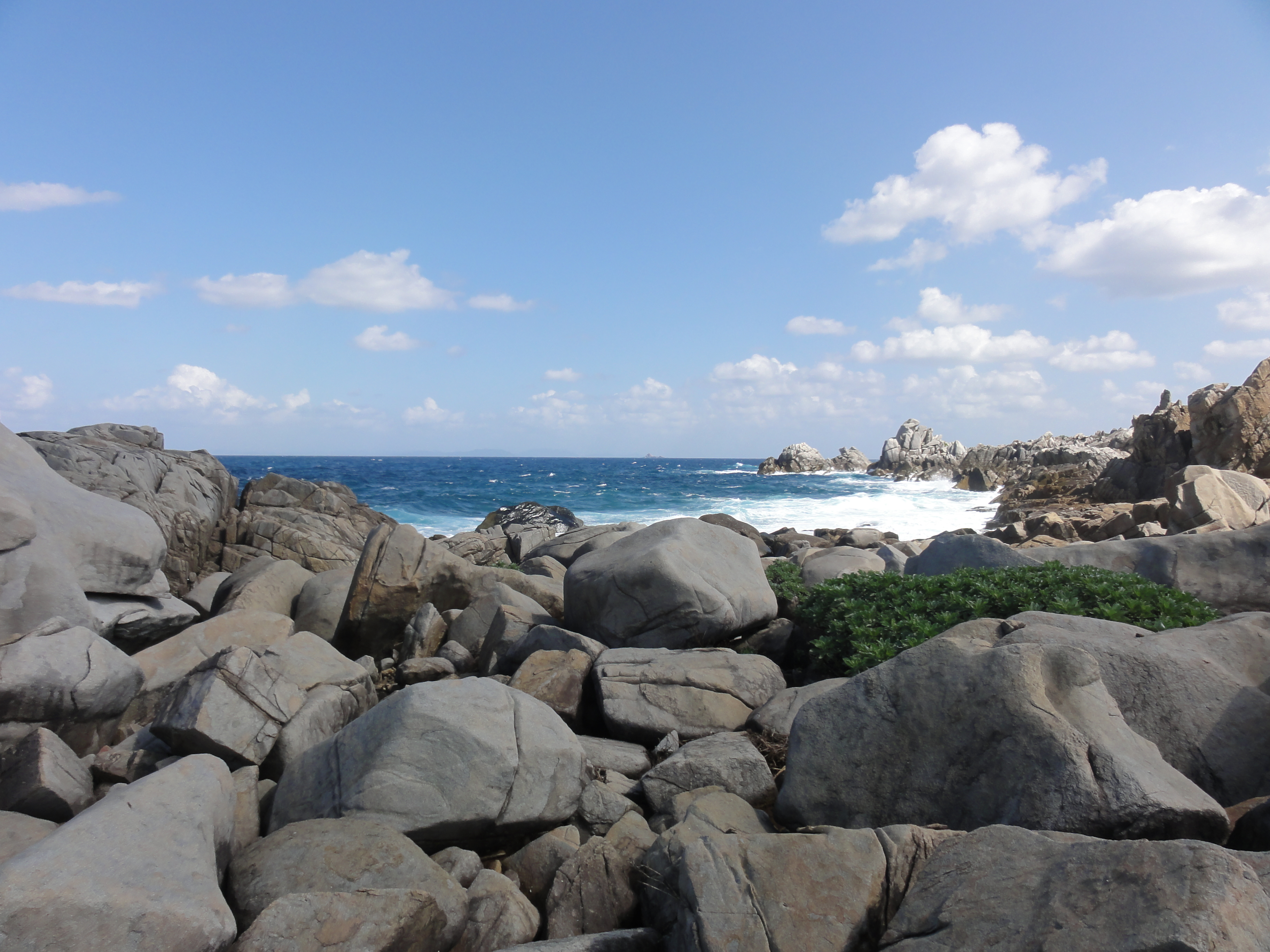
ムシロ瀬、水平線中央はトンバラ岩、その左は奄美大島

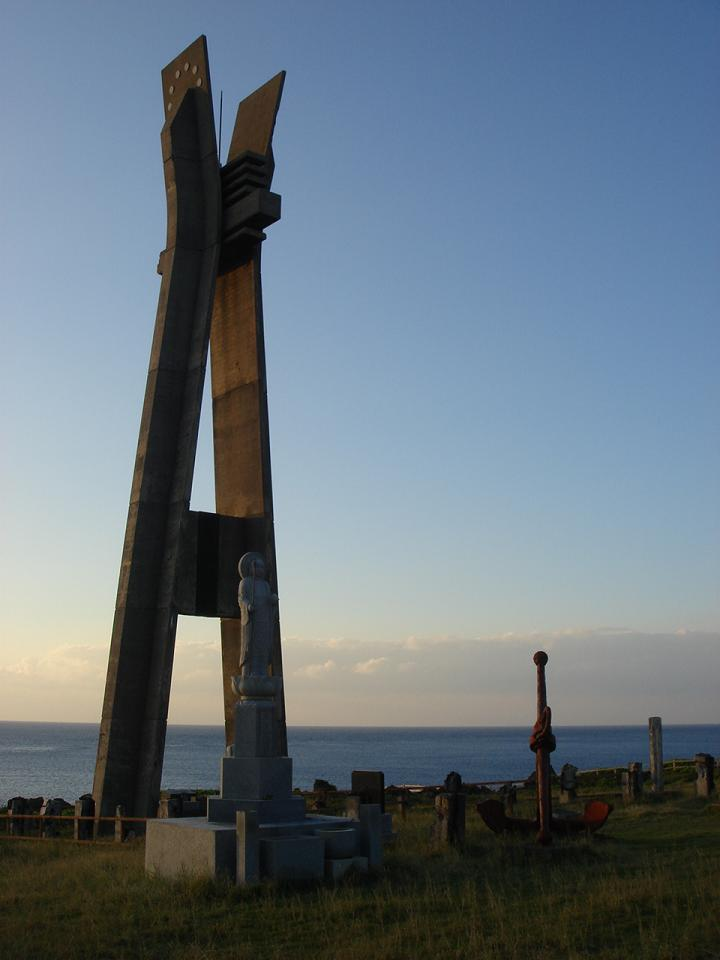
犬田布岬にある戦艦大和慰霊塔

奄美群島国立公園に属し、世界自然遺産「奄美大島、徳之島、沖縄島北部及び西表島」の範囲を含んでいる。ビジターセンターとして徳之島世界遺産センターが、道の駅とくのしまに併設されている。

### 観光・物産
「”とくの島” 観光・物産フェア in 東京」（入場無料）を毎年定期的に行っている。
直近は、2020年2月23日（日）に代々木公園（イベント広場+野外ステージ）にて開催された。
主催は、関東徳州会（徳之島三町郷友会）。
後援は、天城町・徳之島町・伊仙町・JAあまみ徳之島事業本部・JAあまみ天城事業本部・徳之島観光連盟。

### 観光スポット
- ムシロ瀬「奄美十景」・天城町
  - 徳之島北岸、海岸線に続く花崗岩の岩棚がムシロ瀬。まるでムシロ（藁やイグサで編んだ敷物）のような模様というのがその名の由来で、隆起サンゴ礁、琉球石灰岩が大部分を占める徳之島の海岸線では、まさに奇観。青い海と白い花崗岩のコントラストも見事な回遊魚の釣り場として釣り人にも人気の地。
- 畔（あぜ）プリンスビーチ・徳之島町
  - 1972年（昭和47年）、当時の皇太子明仁と皇后美智子が訪れたことから「プリンスビーチ」と名付けられた。約1.5キロ続く真っ白なビーチと、水平線が見渡せるコバルトブルーの海。際立つ美しさを持つ地域である。毎年5月に公園内の多目的広場で行われる「黒糖まつり」では、牛とサタグンマ（砂糖車）を使った、昔ながらの黒糖作りの様子が再現される。
- 犬の門蓋（いんのじょうふた）・天城町
  - 東シナ海に面し、隆起サンゴ礁の長年にわたる浸食で奇岩や断崖があり、通称「めがね岩」と言われる洞門状の奇岩も存在し、洞窟、ビーチロックなど変化に富んだ景観。その昔、大飢饉のとき、人畜を襲う野犬を海中に投じたという逸話が名前の由来となる。
- 犬田布岬（いぬたぶみさき）「奄美十景」・伊仙町
  - 夕日の名所。徳之島沖合で撃沈された戦艦大和の慰霊碑がある（実際の大和は長崎県男女群島女島南方176キロ、水深345mの地点に沈没している）。
- 金見（かなみ）ソテツトンネル・徳之島町
  - 数百メートルにわたりソテツがトンネル状に群生している。トンネルの先に展望台があり、奄美大島を眺めることができる。
- カムィヤキ遺跡・伊仙町
  - カムィヤキ（亀焼）は義名山付近から山手にかけての国有林一体で中世の大規模な陶器窯跡群や、大量の皿、壷、甕、鉢などの出土品も出たことで南島考古学史上最大の発見といわれ、2007年に「徳之島カムィヤキ陶器窯跡」の名称で国の史跡に指定された。
- 300年ガジュマル・伊仙町
  - 伊仙町の阿権集落にある、樹齢300年を超すと言われる島内随一の大きさを誇るガジュマルの木。
- 与名間（よなま）ビーチ・天城町
  - 徳之島トライアスロン大会のスイム会場にもなっている白い砂浜と透明度の高い海が魅力。
- ウンブキ（陸の中の海）・天城町
  - 日本最大級とみられる水中鍾乳洞で水中探検家・水中カメラマンの広部俊明により発見され、本人曰くロケーションや地形がセノーテに酷似しているので「日本のセノーテ」と呼んでも良いと語る。
- ゴリラ岩・徳之島町
  - 徳之島町の亀津から伊仙町方面に向かって県道を走っていると海岸端に見られるゴリラの横顔に類似した岩。

### ロケ
- 1985年公開映画「愛・旅立ち」
- 1997年公開映画「虹をつかむ男」第2作（南国奮闘篇）
- 2010年公開映画「東京島」徳之島と沖永良部島（徳之島の隣島）で40日間撮影。

## 出身者
- 朝潮太郎 - 元大相撲力士・大相撲第46代横綱。
- 大沢徳城 - 日本相撲協会元副理事長。
- 徳三宝 - 柔道家・大日本武徳会柔道教士。
- 村上清信 - ボクシング・ロサンゼルスオリンピックフライ級日本代表。
- 八波むと志 - コメディアン・俳優。
- 泉重千代 - 長寿者。
- 本郷かまと - 長寿者。
- 泉芳朗 - 教育者・元名瀬市長(現・奄美市）、祖国復帰運動の中心人物。
- 奥山八郎 - 日本弁護士連合会元会長・第二東京弁護士会会長。
- 安田重雄 - 弁護士・極東国際軍事裁判にてA級戦犯の弁護人を担当。
- 盛島角房 - 特務機関長・戦前中国大陸にて蒙古自治政府徳王顧問などを歴任。
- 久留義郷 - 鉄道官僚・鉄道局長を退官後弁護士。
- 稲村公望 - 官僚・日本郵便元副会長、瑞宝中綬章受章。
- 指宿清秀 -  国会職員・第9代参議院事務総長。
- 徳田虎雄 - 医師・政治家、医療法人徳洲会創設者。
- 盛岡正博 - 医師(京都大学医学部卒）・湘南鎌倉総合病院創設者、佐久大学理事長。
- 吉満義彦 - 哲学者・日本で最初となるキリスト教哲学者で、戦前日本を代表した哲学者の一人。
- 川上南溟 - 教育学者・鹿児島大学名誉教授、鹿児島県書道会会長、日展審査委員。
- 植田康成 - 言語学者・ドイツ語教育学者、広島大学教授。
- 上村清延 - ドイツ文学学者・日本大学名誉教授、埼玉大学教授、駒沢大学教授などを歴任。
- 徳武義 - 法学者・同志社大学名誉教授、多摩少年院元院長。
- 川浪知熊 - 設計者・阪急の設計士として六甲山に日本初のロープウェイや、東京多摩や函館山にロープウェイを設計。
- 矢沢一翠 - 洋画家・創元会元理事、鹿児島県美術協会初代会長。
- 龍野定一 - 社会教育家・全国公民館連合会元会長、旧制中学校・旧制高等女学校校長。
- 山田酉吉 - 実業家・味覚糖創業者。
- 保直次 - 実業家・『 城山観光ホテル 』創業者。
- 西川武雄 - 実業家・『株式会社 西川グループ』創業者[11]。
- 西川明寛 - 実業家・『株式会社 西川グループ』[12]代表取締役社長。
- 重田光康 - 実業家・米国ロサンゼルスに拠点を置く日本食レストラン・グループ『Shin-Sen-Gum』創業者[13]。
- 武建一 - 関西生コン支部執行初代委員長・社会資本政策研究会前代表理事。
- 桂楽珍 - 落語家、桂文珍の筆頭弟子。
- 西田淳裕 - タレント。吉本興業所属。
- 𠮷澤レイモンド武尊 - サクソフォーン奏者。
- 禎一馬 - シンガーソングライター・徳之島観光大使第一号。
- あずままどか - シンガーソングライター。
- OLIVE OIL - ビートメイカー・DJ・音楽プロデューサー。
- GOOD TEN QUSH - ラッパー。改名前はDavid ronrollという名前で活動していた。
- はち - 俳優・お笑いタレント。吉本興業所属のエスファイブメンバー。本名は八納隆弘（やのう たかひろ)。
- 旭道山和泰 - 元大相撲力士・元衆議院議員・タレント・実業家。
- 一ノ矢充 - 元大相撲力士。
- 旭南海丈一郎 - 元大相撲力士。
- 木村寿之介 - 大相撲行司・旭道山和泰の実弟。
- 藤原芽子 - プロボクサー。
- 西見健吉 - 自衛官・元レスリング選手。
- 平成フラミンゴ RIHO - YouTuber。

### ゆかりの人物
- 西郷隆盛 - 1862年（文久2年）7月2日に徳之島湾屋湊（天城町浅間）に遠流到着。
- 盛山正仁 - 政治家・衆議院議員・第30代文部科学大臣。両親の出身地。
- 杉良太郎 - 俳優・歌手。母親の出身地。
- 片岡愛之助 (6代目) - 歌舞伎役者。祖父の出身地。
- 八波一起 - 父親(八波むと志)の出身地。
- 徳田秀子 - 薬剤師・徳田虎雄夫人。大阪市生まれだが、両親の出身地であり、終戦後に移住。
- 徳田毅 - 政治家・元衆議院議員。徳田虎雄の次男。
- 川上直子 - 元女子サッカー選手・タレント。母親の出身地
- 内竜也 - 元プロ野球選手。本人は神奈川県川崎市川崎区出身だが、両親の出身地。
- オコエ瑠偉 - プロ野球選手。本人は東京都東村山市出身だが、母親の出身地。
- オコエ桃仁花 - 女子バスケットボール選手。本人は東京都東村山市出身だが、母親の出身地
- 波田大和 - プロボクサー。本人は埼玉県草加市出身だが、父親の木村寿之介の出身地。
- 高橋尚子 - オリンピック陸上競技選手。シドニー五輪女子マラソンで、五輪最高記録（当時）を打ち立て金メダリストになったことを記念し、徳之島のオリンピック強化合宿地だった周回ロードが「尚子ロード」と命名される。
- 田中律子 - 女優・タレント。父親の出身地。
- 真山りか - タレント。父親の出身地。
- 田中道子 - モデル・女優。母親の出身地。
- すゑひろがりず 南條庄助 - お笑いコンビ「すゑひろがりず」のツッコミ・小鼓担当、母親の出身地。
- 熊元プロレス - お笑いコンビ「紅しょうが」のボケ担当。母方の祖父母の出身地。
- 城南海 - 歌手。徳之島観光大使。母親の出身地[14]で、中学生時代に半年ほど居住。
- 輪入道 - ラッパー。セカンド・アルバム『左回りの時計』に曲名「徳之島」を収録。
- オスマン・サンコン - タレント・著作家・元外交官。徳之島観光大使。出身国のギニアに対して徳之島の人々に多大な貢献をして貰った御礼として、観光大使を務めている。徳之島に本社がある健康食品・化粧品製造販売会社「奄美海援隊」[15]の栄養ドリンク「サンコンウコン」のCMに自ら出演しているほか、むさしのFMでパーソナリティを務めるラジオ番組を持っている[16]。
- 広部俊明 - 水中探検家・水中カメラマン・音楽家 。2019年5月6日放送の報道ステーション内で「日本最大級の水中鍾乳洞、徳之島で発見」が紹介され話題となる。

## 市町村合併の動向
島内には徳之島町・伊仙町・天城町の3町がある。2004年4月13日に徳之島地区合併協議会が発足した。当初、3町での合併を目指したが、2005年1月30日の住民投票の結果を受けて徳之島町が離脱している。残りの2町は合併協議を続けたが、2006年5月29日会合を開き、当分の間2町による協議会は休止することが承認された。
2006年末には3町長の間で合併推進の合意がなされ、2007年4月には3町の法定協議会を設置するため、合併準備委員会が設立された。しかし同年8月に選出された徳之島町の新町長は合併反対の意向を示している。

## 普天間基地移設候補
普天間基地移設問題では、2006年日米合意のキャンプ・シュワブ沖合の代替候補地として名前が挙がったが、その当時、徳之島が含まれる衆議院鹿児島県第2区から選出されていた代議士であった徳田毅や毅の父親で島に強い影響力を持つ徳田虎雄（元衆議院議員、徳洲会創設者）、3町長は一貫して反対を表明しており、また2010年4月18日に行われた反対集会には島民の半数以上である1万6000人が集まるなど大規模な反対運動が起こった。その一方で、島の振興などの観点から受け入れを表明する町議、住民なども存在している。

## 歴史
- 文武天皇3年（699年）7月19日　「多禰（種子島）、掖玖（屋久島）、阿麻弥（奄美大島）、度感（どく、徳之島）などの人々が、朝廷から遣わされた官人に従ってやって来て、土地の産物を献上したので、身分に応じて位を授け、物を賜った。度感人が中国[注 5]に渡来するのは、この時（7世紀終わり）から始まった」（『続日本紀』）とあり、徳之島と朝廷との交流に関する記録が見られる。
- 13世紀、多くの徳之島略史では、1263年に琉球北山王から大親役「首里の主」が派遣され3つの間切に区分けされた、1266年に首里から役人が派遣された等とある。北山では湧川王子（英祖王の次男）と子孫など中北山時代に当たるのはともかく、「首里」については当時の琉球（沖縄本島）がまだ英祖王統英祖王の時代であり都は浦添にあったとされ、符合しない。
- また1266年、奄美群島から沖縄本島の英祖王に入貢したと『中山世鑑』などに記されているが、これは南二つ隣の与論島のことであるという説（与論町史[18]）と、交易の存在を元にした創作説とがある[注 6]。✳︎入貢・・・外国から使節が貢物を持って来ること。
- 14世紀、徳之島の按司が三山時代の中山王国に入貢していたと言う説がある。南隣の沖永良部島と与論島は、14世紀に沖縄本島北部に興った北山王国の勢力圏に入った。なお、徳之島のカムィ焼の生産は11世紀後半から14世紀前半まで行われていたとみられる。
- 15世紀、1429年に沖永良部島と与論島が三山を統一した第一尚氏に臣従する。次いで徳之島も服属し、島之主西世之主恩太良金が徳之島大親に任命されたとある。奄美大島・喜界島征服（尚元王）までには琉球王国の勢力化にあったと考えられる。✳︎臣従・・・臣下として主君につき従うこと。
- 1562年 一説には、首里大親役「首里之主」赴任はこの年とある。
- 1609年 4月24日(3月20日)、江戸時代に入り徳之島の秋徳湊(2015年現在の亀徳港)に船団を率いて薩摩藩兵が侵攻してくる。
- 1610年 徳之島が薩摩藩直轄地となる（名目上は琉球王国に留置かれる）。
- 1616年 大親役が廃止され、代官が置かれる。
- 1830年 薩摩藩政下による砂糖総買入制が実施され、島民による砂糖の売買が禁じられる。
- 1862年 7月2日 徳之島の湾屋湊に西郷隆盛が配流される。島内で麻疹流行（1,677人死亡）。
- 1864年 4月23日 犬田布騒動が起きる。
- 1869年 島内で天然痘流行（2,000人死亡）。
- 1871年 8月29日（明治4年7月14日） 他の奄美群島と共に廃藩置県により鹿児島県に編入。
- 1872年 桂久武ら、奄美群島を商圏とする「大島商社」を設立。
- 1873年 大蔵省から奄美群島の黒糖売買自由化されるも大島商社による黒糖売買の独占始まる。
- 1875年 7月25日 代官制が廃止され、亀津に支庁が設けられる。

以降、地方政治の変遷も含め「奄美群島の歴史」を参照
- 1879年（明治12年）4月の太政官通達[19]により大隅国に編入、令制国が定められ、大島郡が設置され、正式に日本の領域となる。また郡区町村編制法の施行により、行政区画としての大島郡が発足により支庁が廃止される。
- 1901年（明治34年）パリ外国宣教会の司祭が来島しキリスト教布教を始める。
- 1944年（昭和19年）6月27日、徳之島南東12キロの地点で富山丸がアメリカ潜水艦「スタージョン」によって撃沈される。
- 1945年（昭和20年）9月21日 徳之島平土野港にて武装解除調印式が行われる。調印にあたって独立混成第64旅団長、高田貞利少将は、文面に「北部琉球所在地の兵器」としていることに抗議し、「奄美大島所在地の兵器」と改めることで決着。結果的に、沖縄よりも早い本土復帰につながる要因の一つとなった[20]。

米軍統治時代
- 1946年1月29日 米軍占領下で日本から施政権分離（SCAPIN-677）、米軍統治下となる。🎥終戦直後の浅間飛行場
- 1950年 8月4日、奄美群島政府発足、追って12月15日、米国民政に移管。
- 1951年4月1日 米国民政府琉球臨時中央政府（奄美群島）に改組。
- 1952年4月1日 琉球政府奄美地方庁に改組。
- 1953年12月25日 日本国政府に施政権が返還される。（本土復帰）

本土復帰以降
- 1956年（昭和31年）奄美群島復興計画の一環としてパイナップル生産を鹿児島県が推奨。東天城村（徳之島町）山（さん）に奄美パイン株式会社（不二商事）が設立される。🎥  徳之島　あの頃の風景　第１巻～昭和参拾年代前半～
- 1960年（昭和35年）
  - 12月15日-徳之島空港建設地鎮祭。
- 1961年（昭和36年）
  - 7月10日-常陸宮正仁親王来島。空港ターミナル東正面に記念植樹。
  - 11月15日-東亜航空に飛行場設置許可。
- 1962年（昭和37年）
  - 2月3日-徳之島空港竣工。徳之島ヘルスセンター開設。
  - 2月23日-徳之島空港（東亜航空の場外離着陸場として滑走路1,080mにて供用開始。
- 1965年（昭和40年）
  - 6月10日-旅客機YS-11型就航。
  - 12月-徳之島町井之川岳にNHKのテレビ中継局が開局。
- 1969年（昭和44年）
  - 200名収容可能な本格的リゾートホテル「東亜観光ホテル」竣工・営業開始。
  - 4月7日-高松宮宣仁親王・同妃来島。
- 1970年（昭和45年）
  - 10月24日-徳之島空港の管理者が東亜航空から鹿児島県へ継承。
- 1972年（昭和47年）
  - 9月13日-皇太子明仁、皇太子妃美智子来島[21]。
- 1974年（昭和49年）観光客が年間7万人とピークを迎える。
- 1978年（昭和53年）
  - 11月-徳之島町井之川岳にMBC、KTSのテレビ中継局が開局。
- 1980年（昭和55年）
  - 7月13日-徳之島空港滑走路2,000m化されDC-9が就航。この日、島民6,000人が出迎えた。鹿児島県の離島初のジェット化空港となる。
- 1982年（昭和57年）
  - 6月5日-ホテルニューオータニ徳之島（旧東亜観光ホテル）が閉鎖。
- 1994年（平成6年）
  - 7月12日-HOUND DOG（ハウンドドッグ）のコンサートが天城町総合運動公園野球場にて開催され、その後、ドキュメンタリー番組が放送された。制作著作/九州朝日放送（南の島に熱き伝説を（HOUND DOG IN Soul of Island '94））
- 1997年（平成9年）KYTのテレビ中継局が開局。
- 2007年（平成19年）
  - 3月30日-陸上自衛隊ヘリ墜落事故。鹿児島県から急患搬送の要請を受け、輸送ヘリで那覇から徳之島へ急行。視界不良で針路を変更し、徳之島空港に向かう途中に天城岳山頂近くの山中に激突し、4名の自衛隊員が殉職。
- 2012年（平成24年）
  - 2月26日-徳之島空港開港50周年記念し「徳之島子宝空港」の愛称を制定。
- 2013年（平成25年）
  - 5月16日-日本テレビ系 秘密のケンミンSHOW で島民食「たまごおにぎり」が紹介される。
  - 8月15日-日本テレビ系 秘密のケンミンSHOW で「冷やし（氷入り）おかゆ」が紹介される。
- 2015年（平成27年）
  - 1月1日-テレビ東京系 田舎に泊まろう!2015年元日スペシャルで鈴木奈々が7人兄弟の大家族「植木家」に宿泊した。
- 2016年（平成28年）
  - 6月23日-矢沢永吉の徳之島ライブが天城町総合運動公園野球場にて開催され、島民のみ入場可能な無料ライブであった。その模様は後に AbemaTV にて「矢沢永吉徳之島SECRET LIVE」として配信された。
- 2017年（平成29年）
  - 2月2日-徳之島産の新じゃが「春一番」を使用した「珊瑚の恵み ポテトチップス のり塩」（限定生産）を湖池屋オンラインショップにて予約受付開始。
- 2019年（平成31年・令和元年）
  - 3月3日-テレビ朝日系 相席食堂が放送され、スーパーマラドーナの田中一彦が食堂、黒糖工場、保育園等でロケを行う。
  - 4月25日-徳之島初のフリーペーパー「島誌 ほっとくの」が創刊され、ウェブ版も公開された。
- 2021年（令和3年）
  - 7月26日-奄美大島、徳之島、沖縄島北部及び西表島が世界自然遺産として登録された。
- 2022年（令和4年）
  - 9月3日-テレビ東京系 出川哲朗の充電させてもらえませんか?「2時間半SP 奄美大島&徳之島の島めぐり旅」が放送され、ゲストの岡田結実と徳之島なくさみ館や犬の門蓋（メガネ岩）等でロケを行う。
  - 9月18日-日本テレビ系 ザ!鉄腕!DASH!!「新企画!TOKIO未踏の地で絶品グルメ&絶景連発」DASHメシ遺産が放送され、TOKIOの国分太一とSixTONESの森本慎太郎が地元メシ探しロケを行う。
- 2024年（令和6年）
  - 4月9日-テレビ朝日系 相席食堂が放送され、プロボクサーの那須川天心が島民と触れ合うために食堂、闘牛場、公園草野球、ハブ捕獲体験等、自身初となるロケを行う。
  - 9月29日-徳之島コーヒー販売記念イベントが伊仙町にて開催され約500人が参加。徳之島でのコーヒー生産は、味の素AGF・丸紅の支援を受け産業化に向けた取り組みを行ってきた。この日は島内限定でドリップタイプの徳之島コーヒーが販売され、今後の商品化に向け第一歩を刻んだ。
  - 12月22日-徳之島世界遺産センター[10]と道の駅とくのしまが開設した[22]。